# Heliantheae
Die Tribus Heliantheae in der Unterfamilie Asteroideae gehört mit heute etwa 112 Pflanzengattungen nicht mehr zu den größten innerhalb der Familie der Korbblütler (Asteraceae). Etwa 95 % der Arten besitzen ihre Heimat in der Neuen Welt.

## Beschreibung

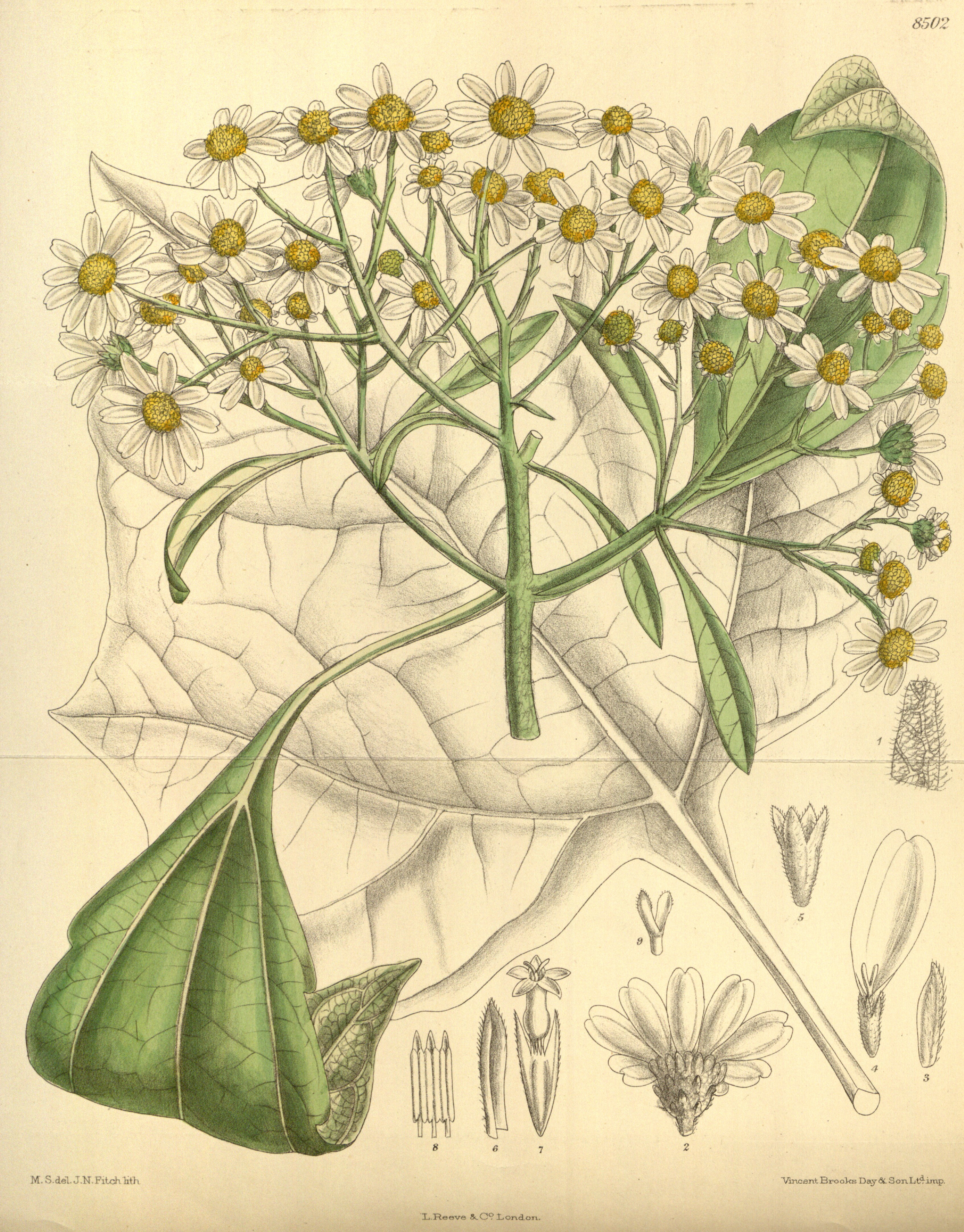
Illustration von Podachaenium eminens

Es sind meist ein-, zweijährige oder ausdauernde krautige Pflanzen, seltener Halbsträucher, Sträucher oder Bäume. Die oft gestielten Laubblätter können ganz unterschiedliche Blattformen besitzen.
Im körbchenförmigen Blütenstand befinden sich oft sowohl Zungen- als auch Röhrenblüten. Am Rand des Blütenkorbes befindet sich ein Kranz aus zungenförmigen, zygomorphen Zungenblüten, auch Strahlenblüten genannt, die drei oder weniger Kronblattzipfel haben; bei einigen Taxa fehlen Zungenblüten. Immer sind meist radiärsymmetrische oder selten mehr oder weniger zygomorphe, zweilippige, Röhrenblüten vorhanden. Die fünf Kronblätter sind zu einer Röhre verwachsen mit meist fünf oder selten drei oder vier Kronzipfeln.
Bei Arten einiger Gattungen bestehen die Blütenkörbe aus Röhrenblüten und randlichen Zungenblüten (Beispiele: Sonnenhut (Rudbeckia) oder Sonnenblumen (Helianthus)) und bilden sogenannte Strahlenblüten. Andere Arten haben nur Röhrenblüten.
Die Früchte, die Achänen, in diesem Tribus haben nie Flugfallschirme (wie sie etwa beim Löwenzahn vorhanden sind), oft fehlt der Pappus oder es sind Pappusborsten vorhanden.

## Systematik

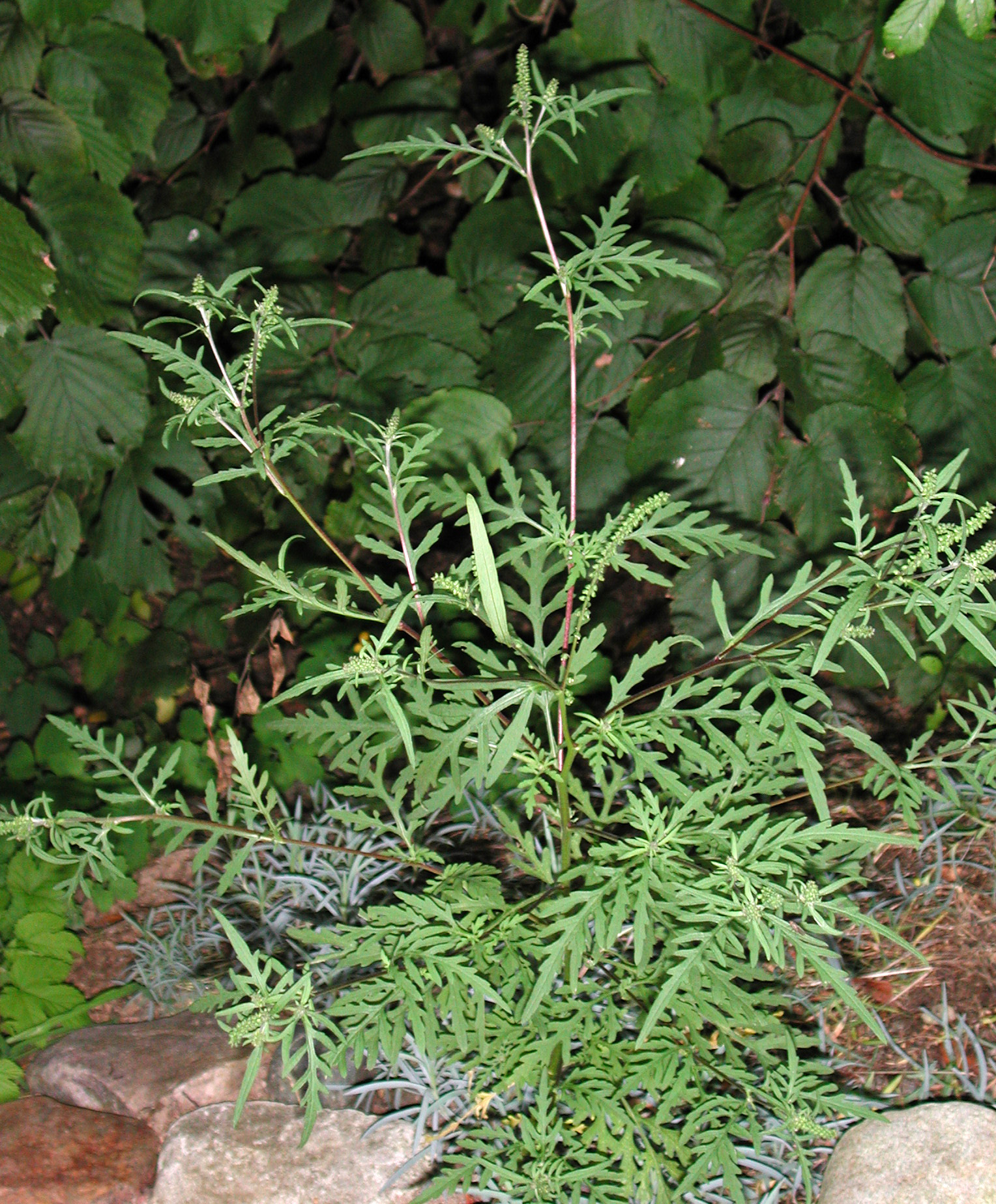
Subtribus Ambrosiinae: Beifußblättriges Traubenkraut Ambrosia artemisiifolia

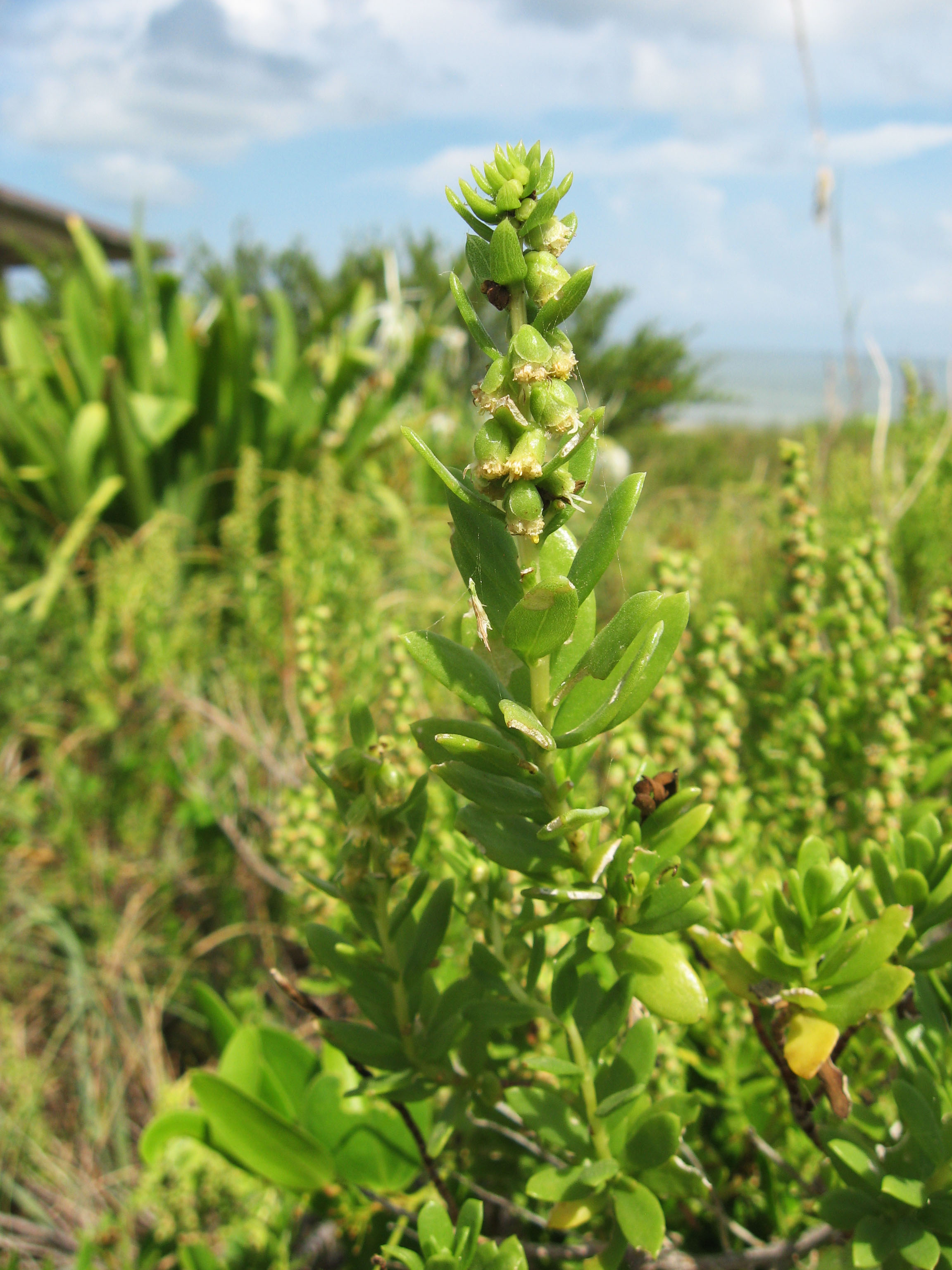
Subtribus Ambrosiinae: Iva imbricata

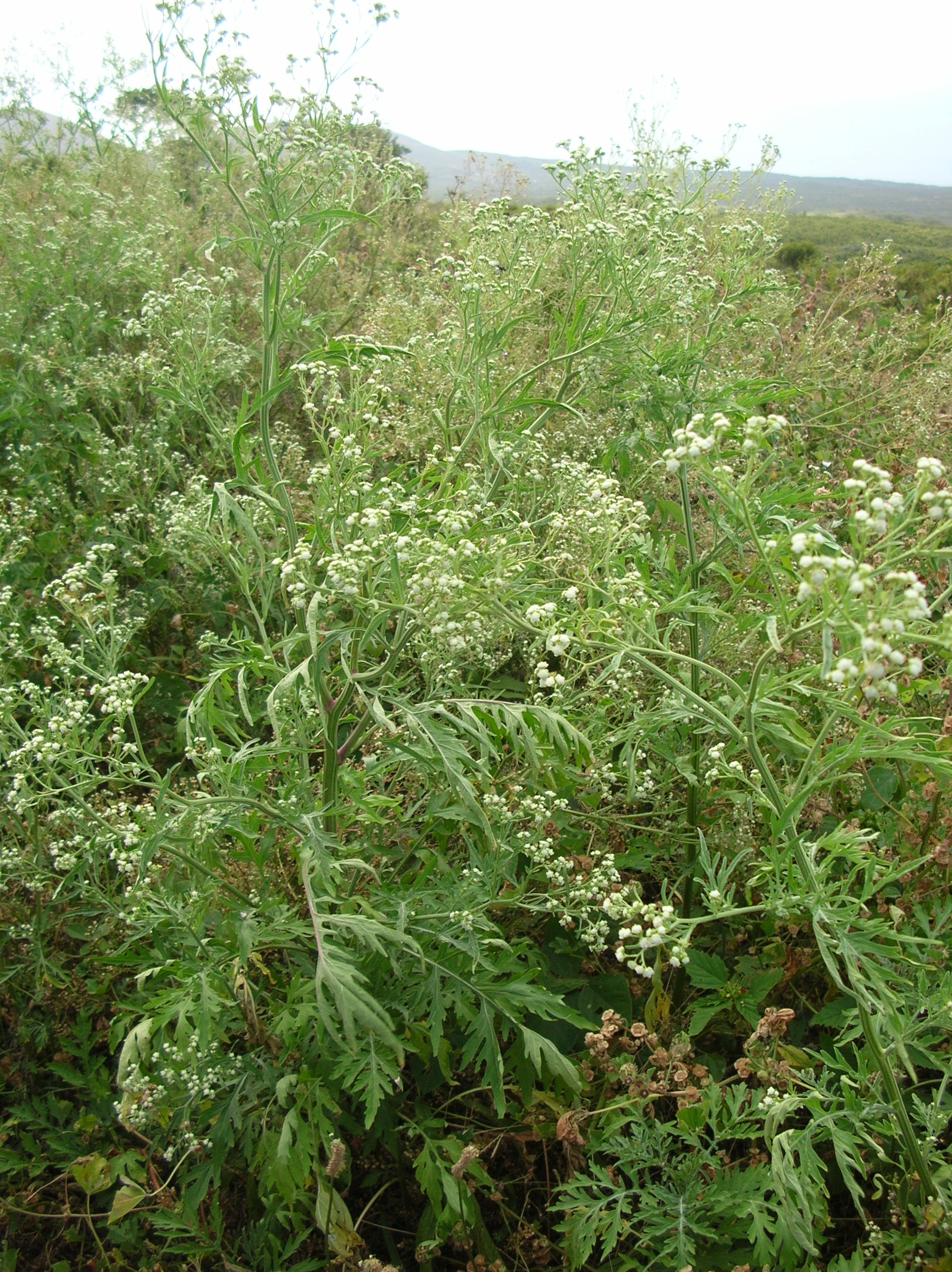
Subtribus Ambrosiinae: Parthenium hysterophorus

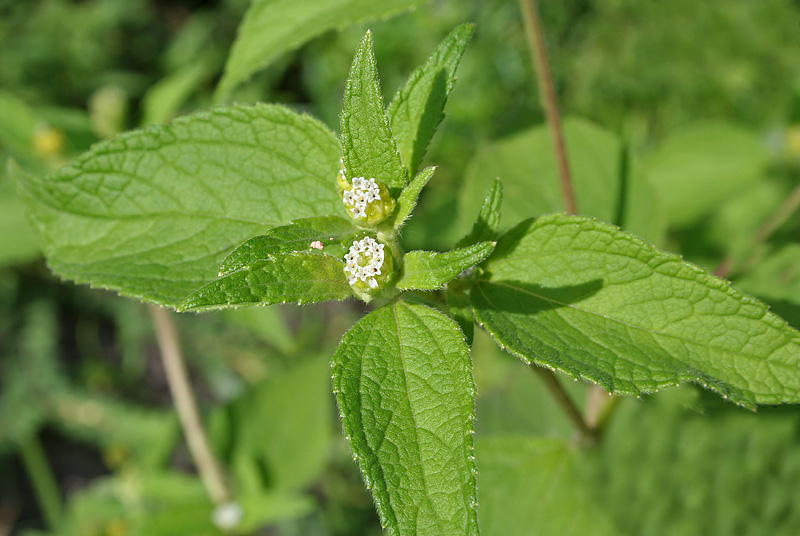
Subtribus Ecliptinae: Blainvillea acmella

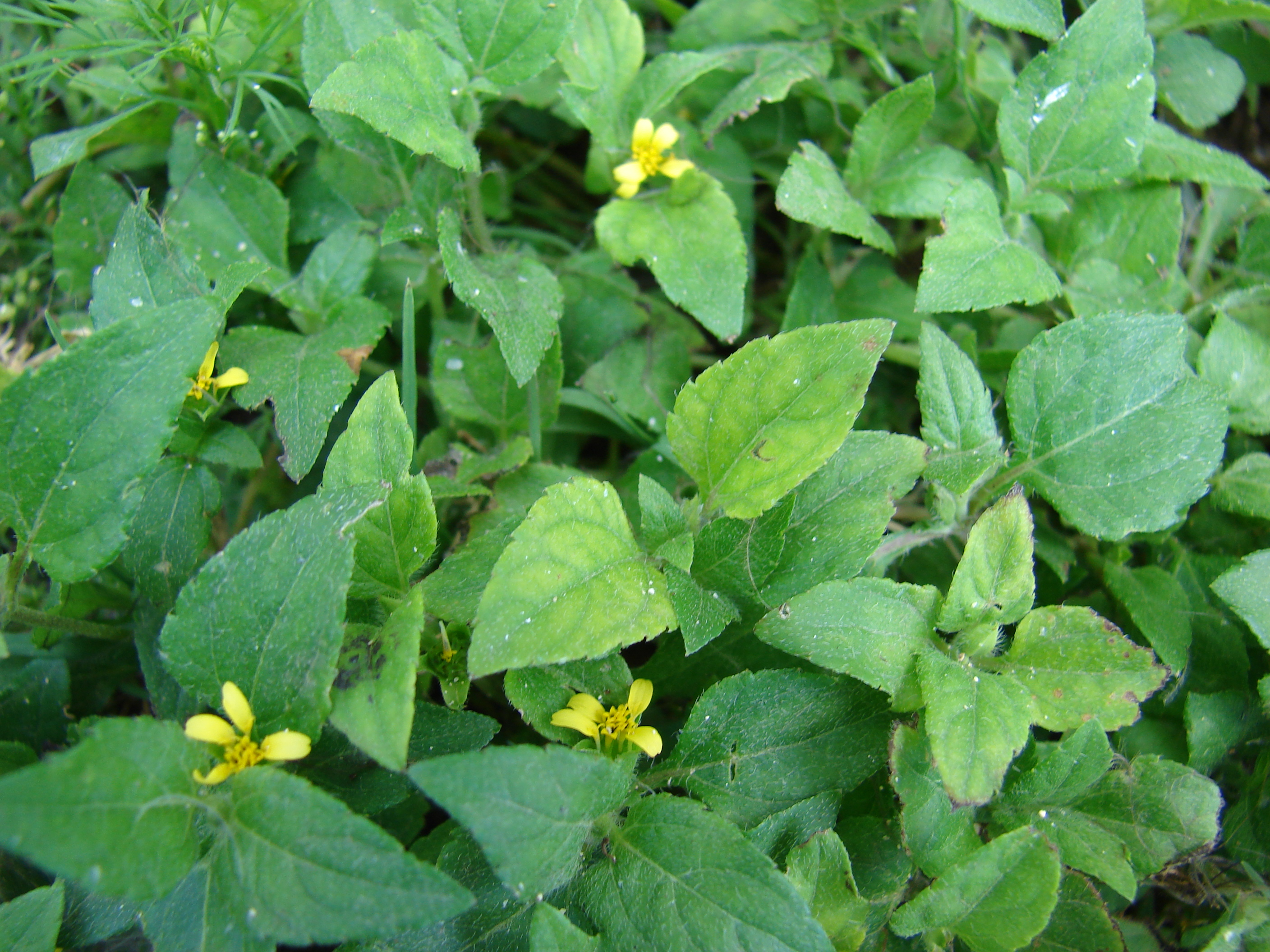
Subtribus Ecliptinae: Calyptocarpus vialis

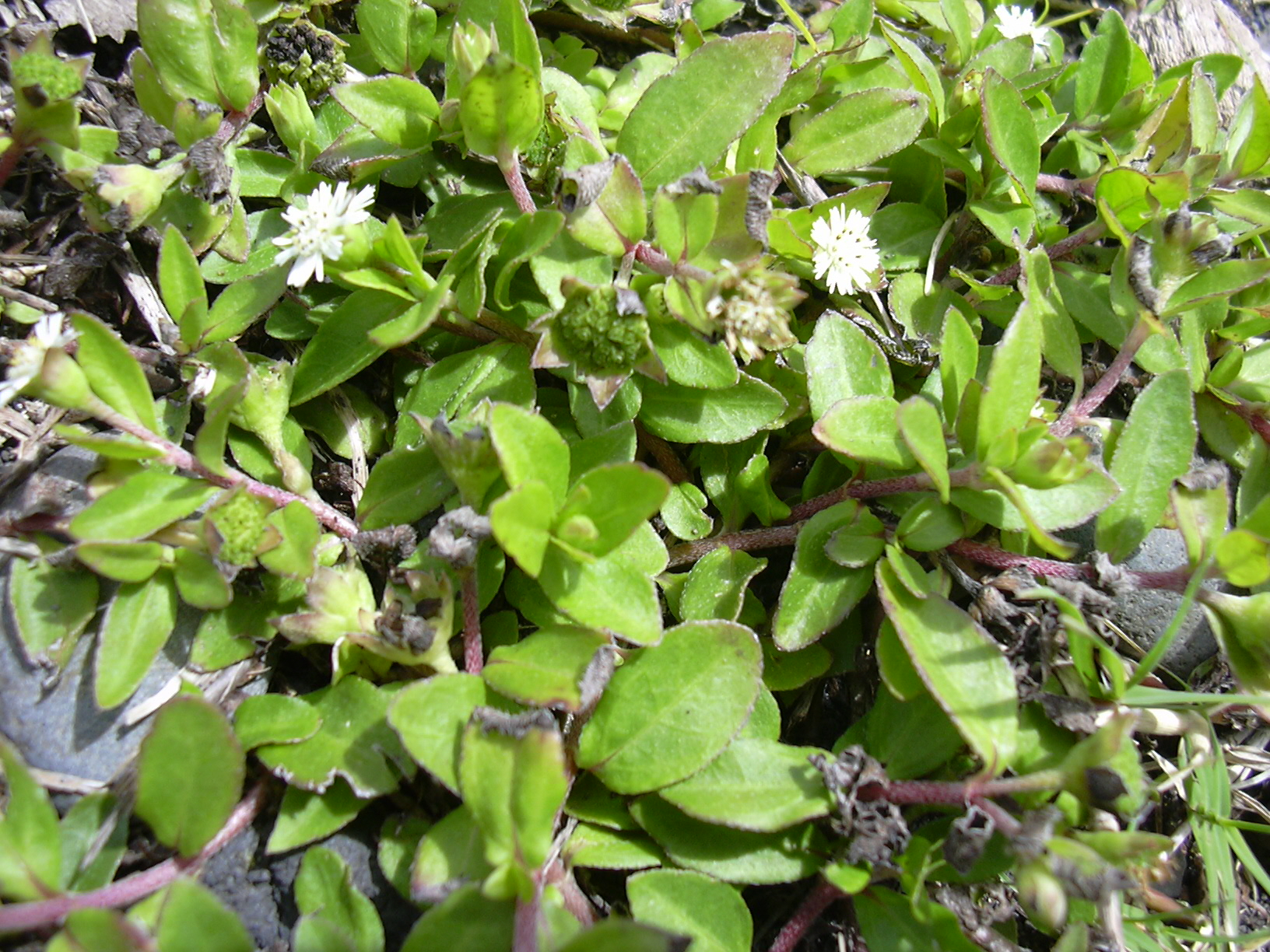
Subtribus Ecliptinae: Eclipta prostrata

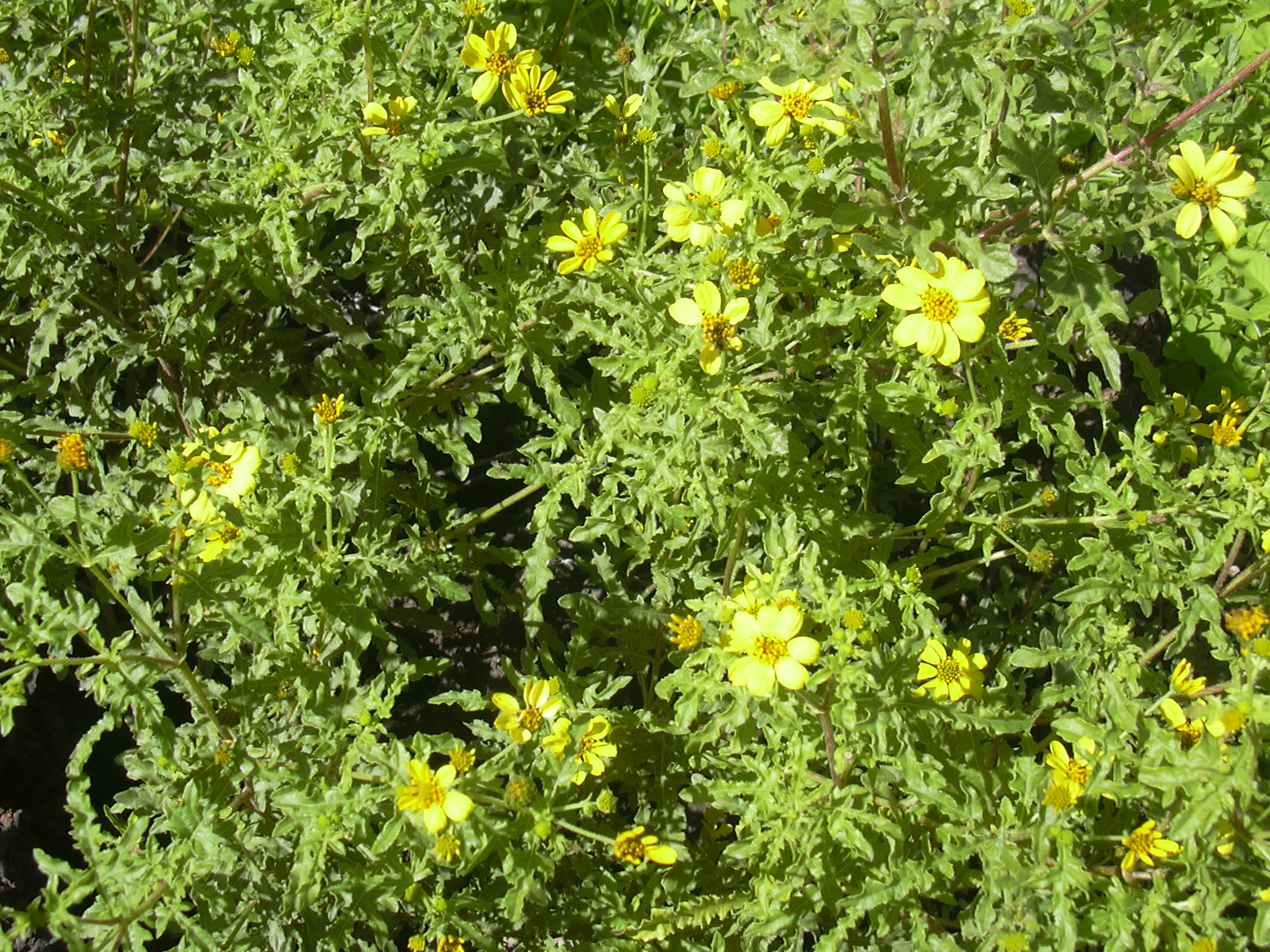
Subtribus Ecliptinae: Lipochaeta rockii

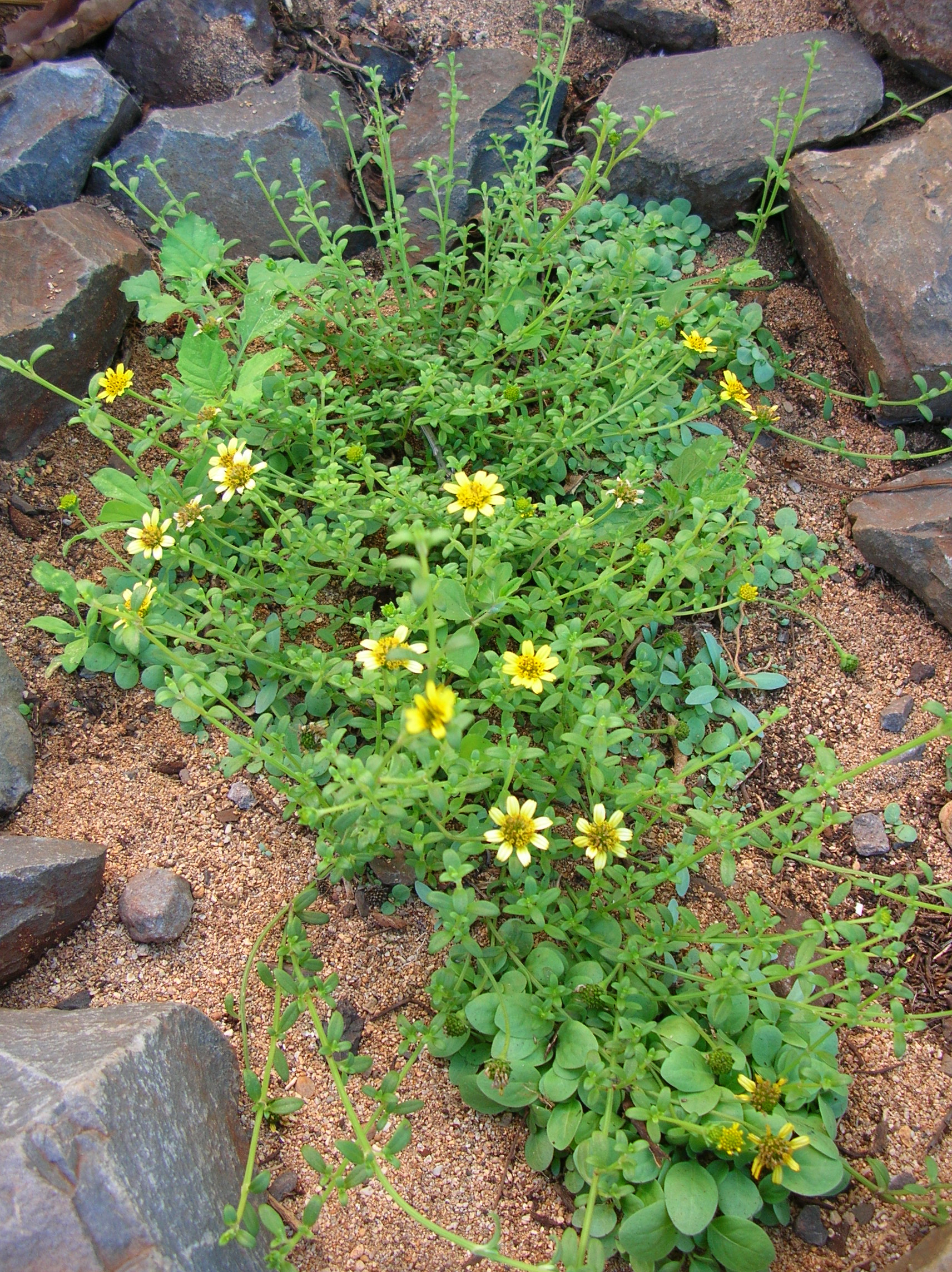
Subtribus Ecliptinae: Wollastonia integrifolia

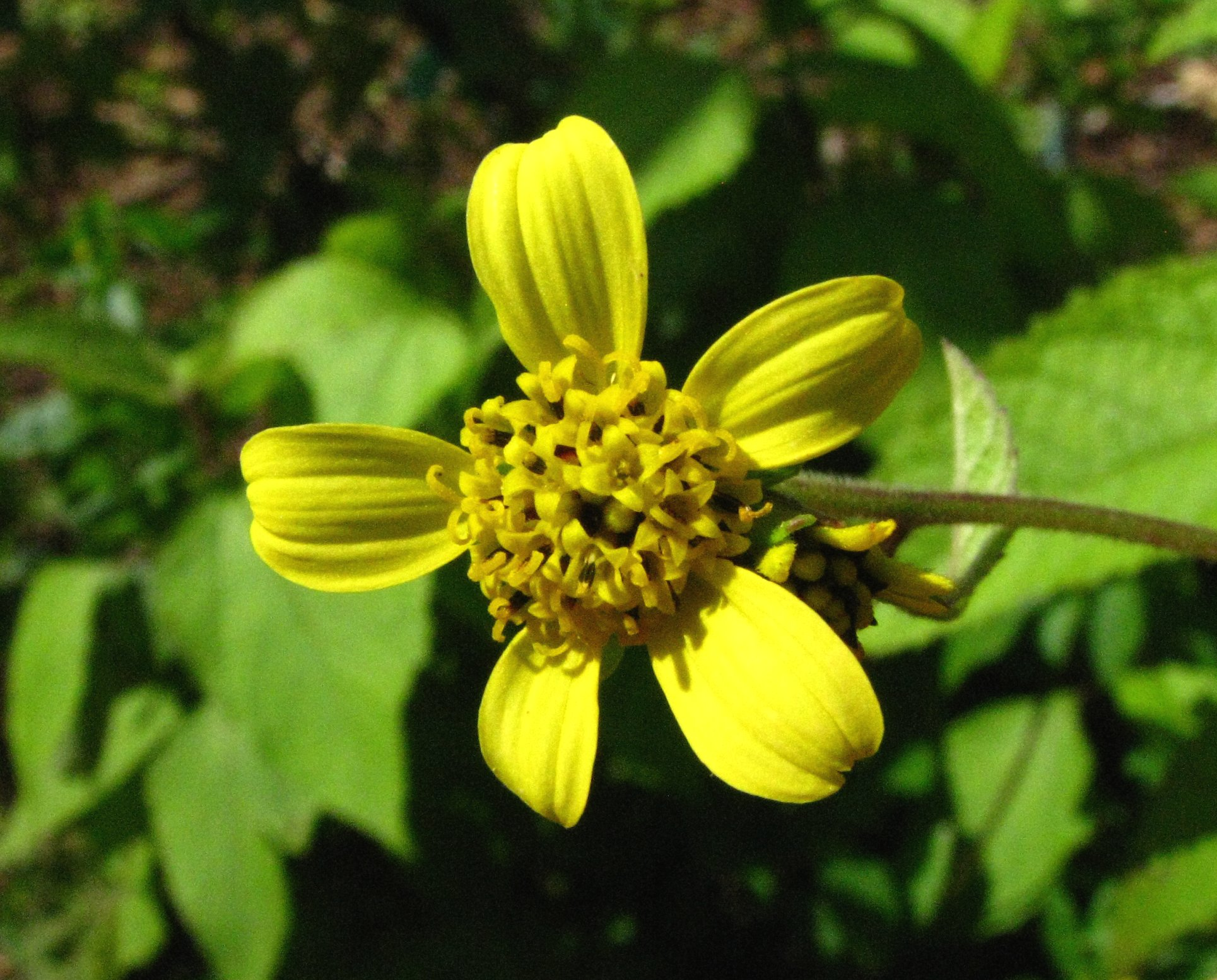
Subtribus Ecliptinae: Blütenkorb von Wollastonia fauriei

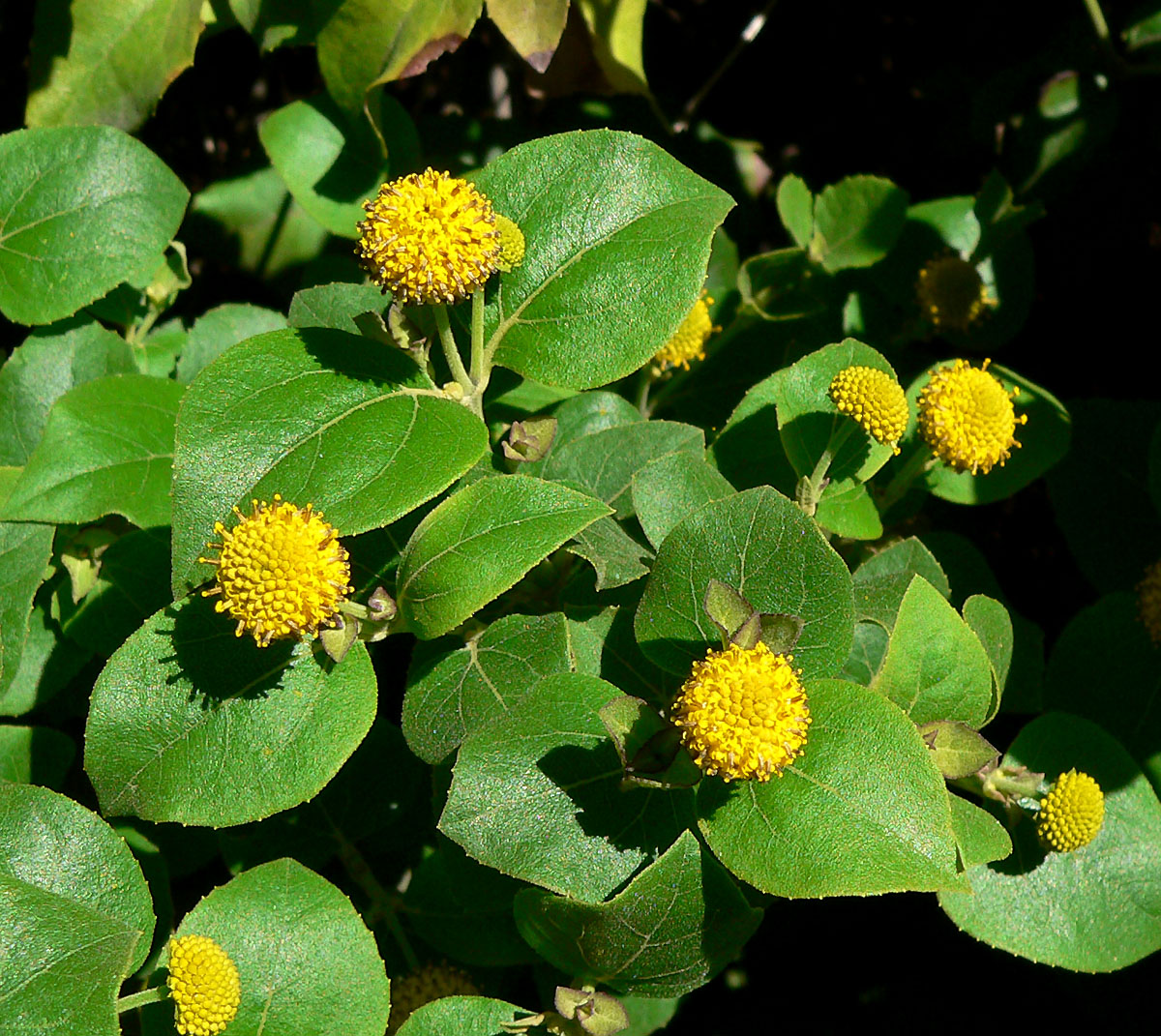
Subtribus Ecliptinae: Podanthus ovatifolius

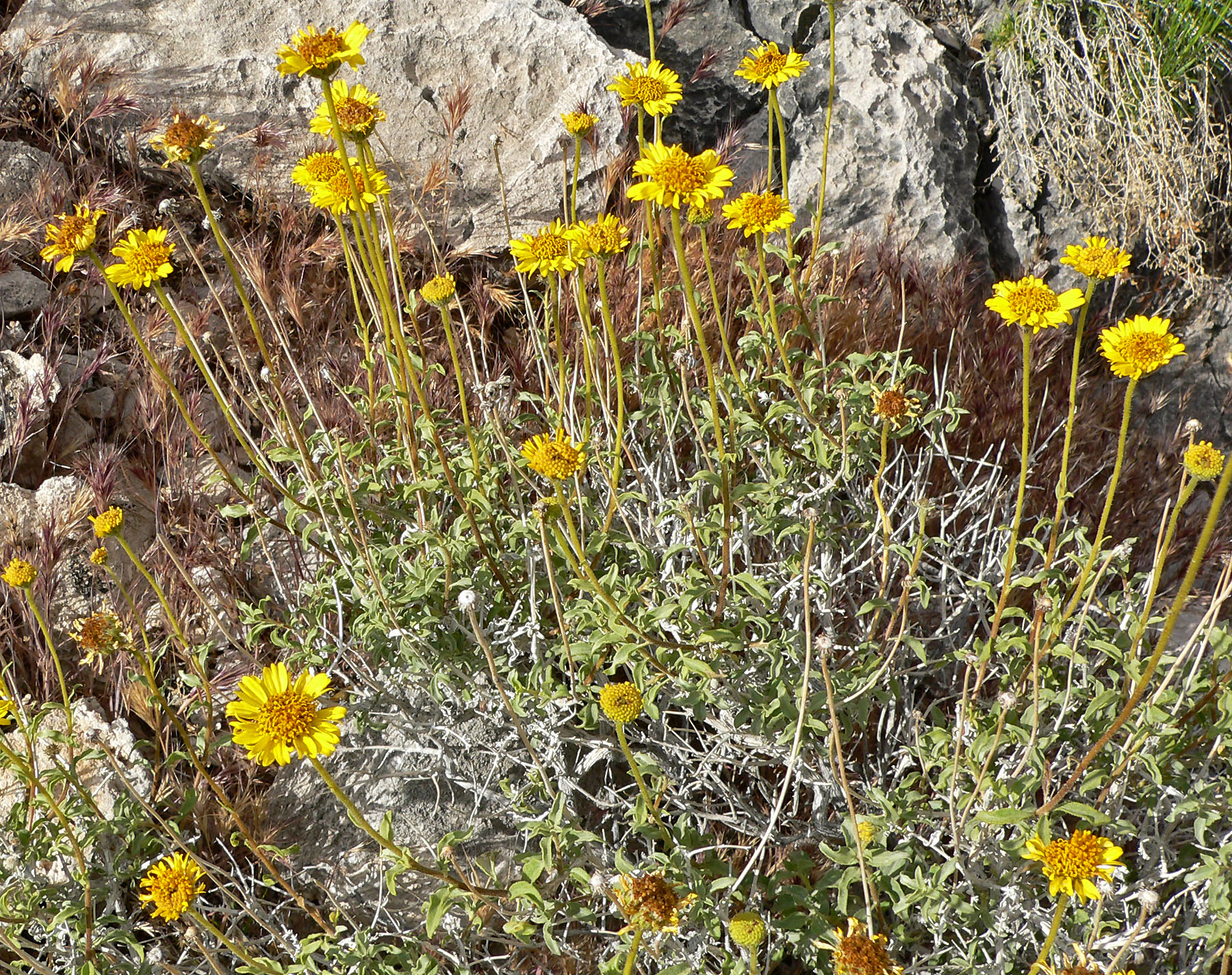
Subtribus Enceliinae: Encelia virginensis

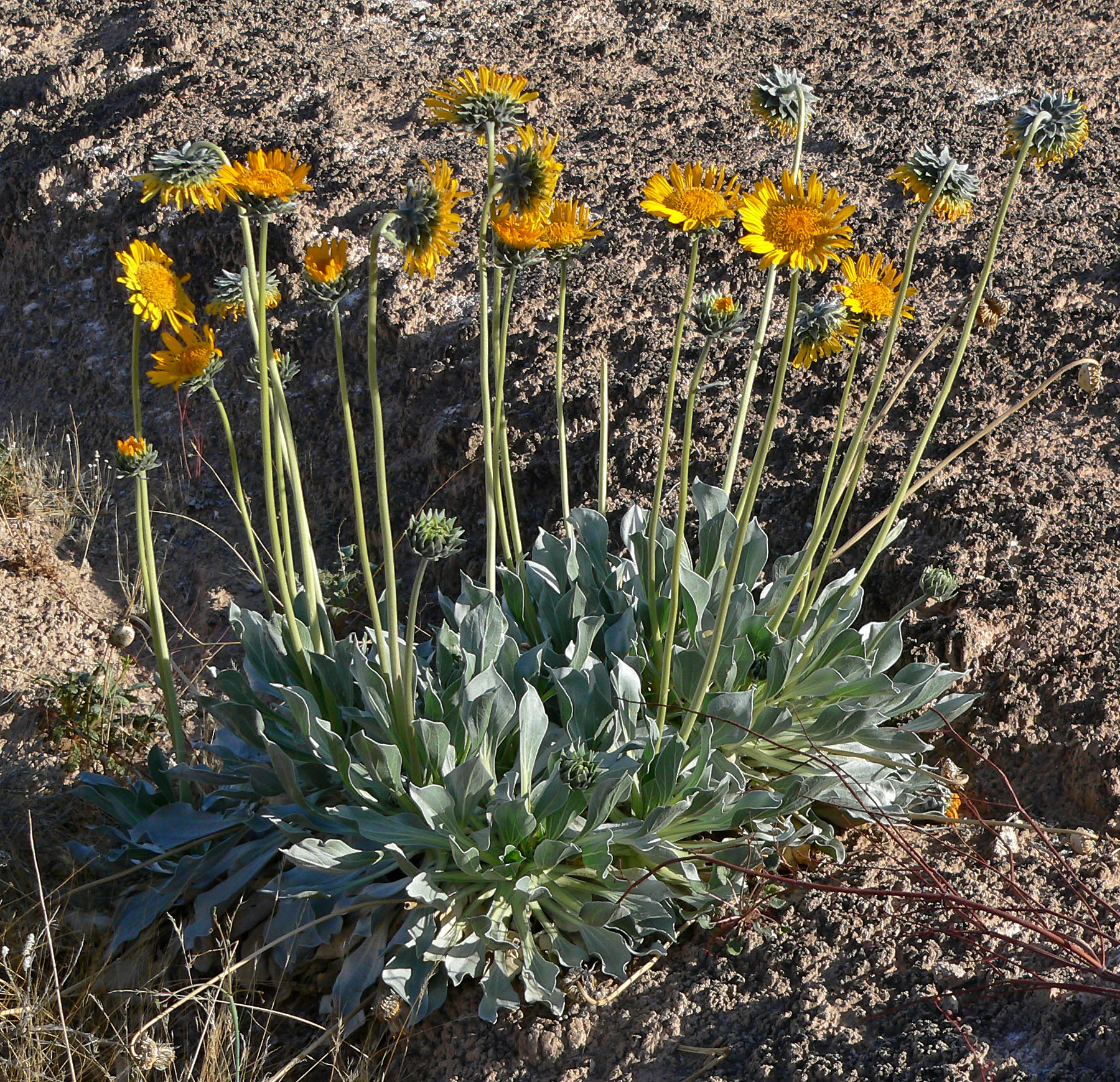
Subtribus Enceliinae: Enceliopsis argophylla

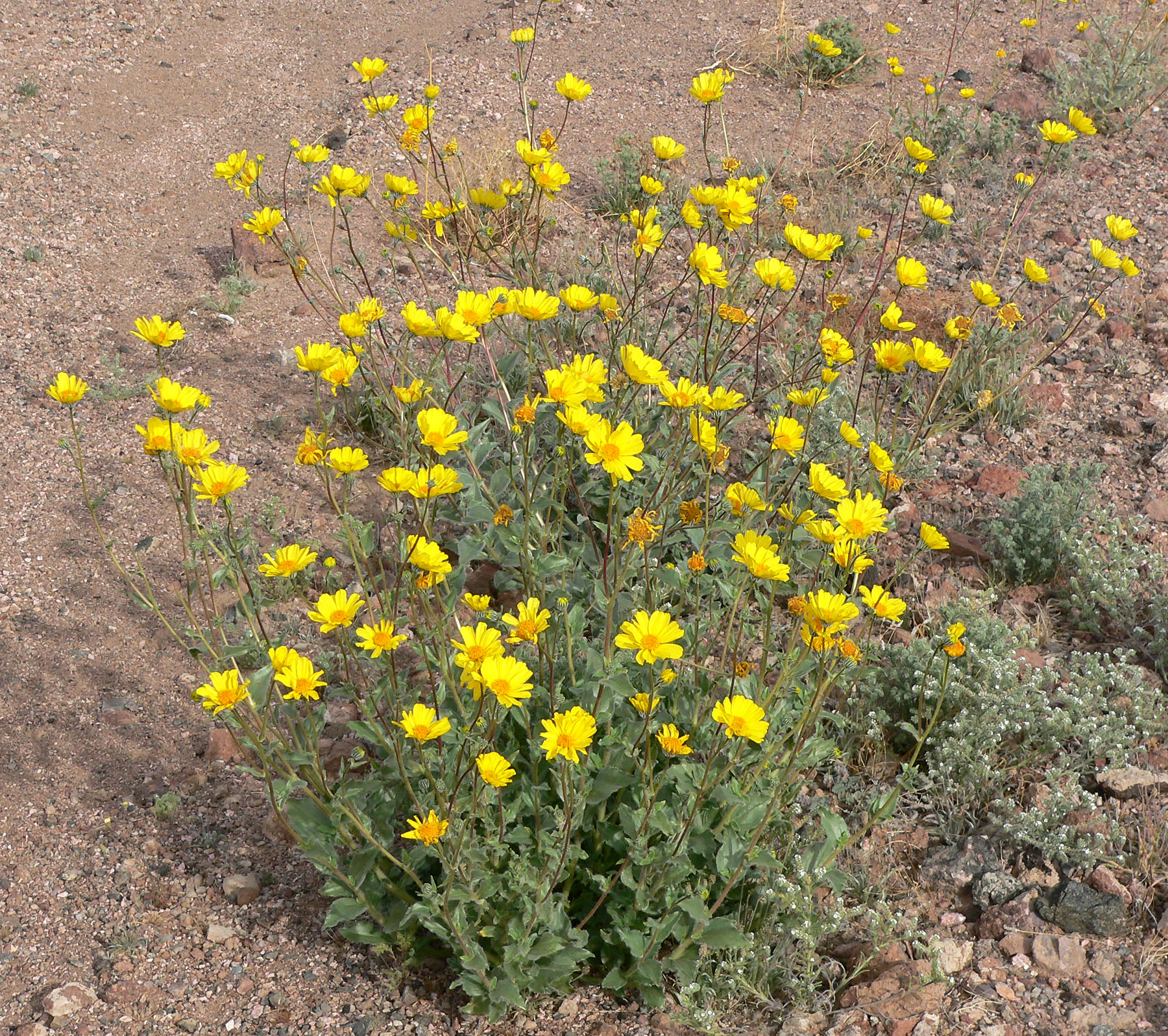
Subtribus Enceliinae: Geraea canescens

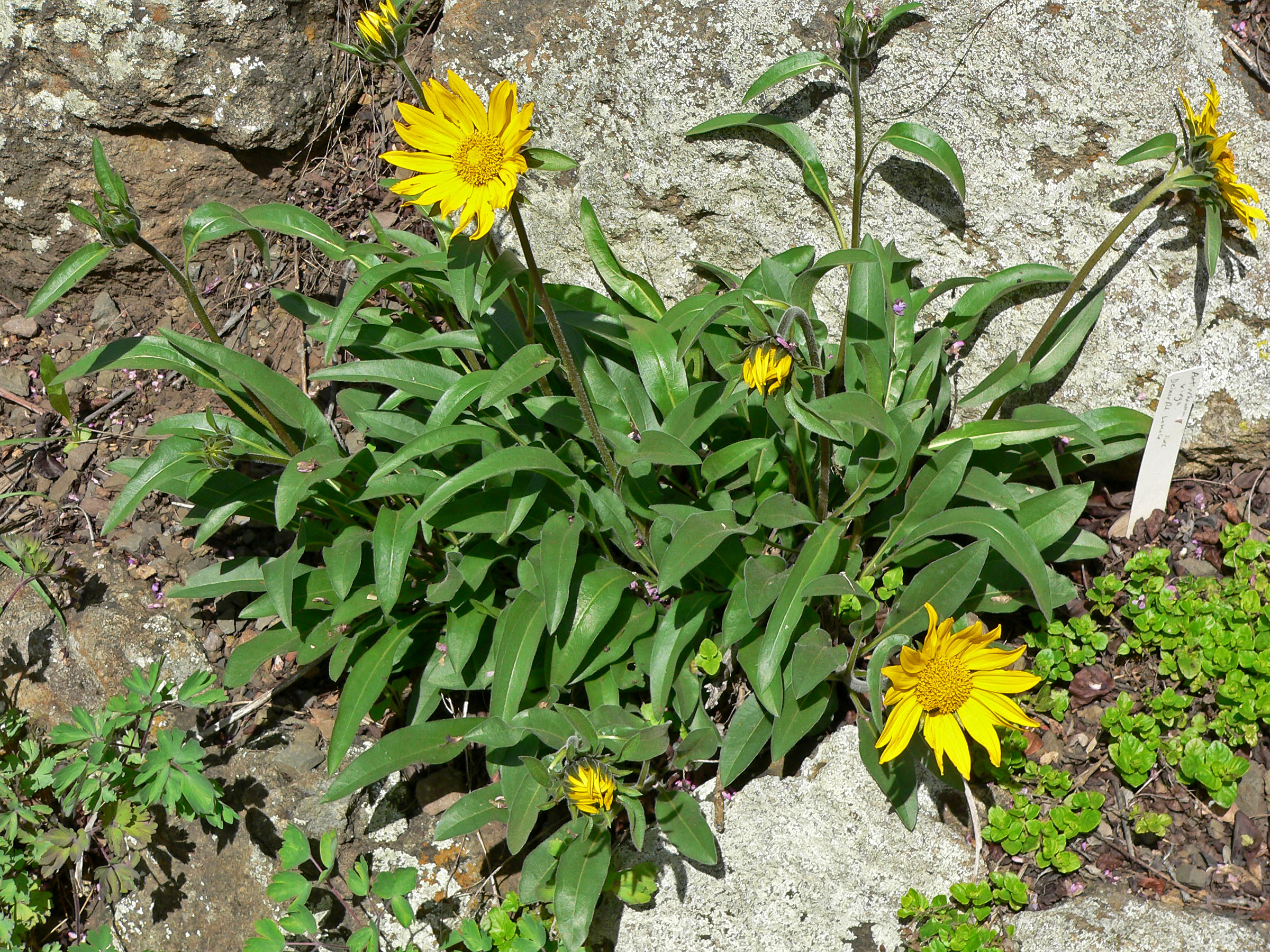
Subtribus Enceliinae: Helianthella castanea

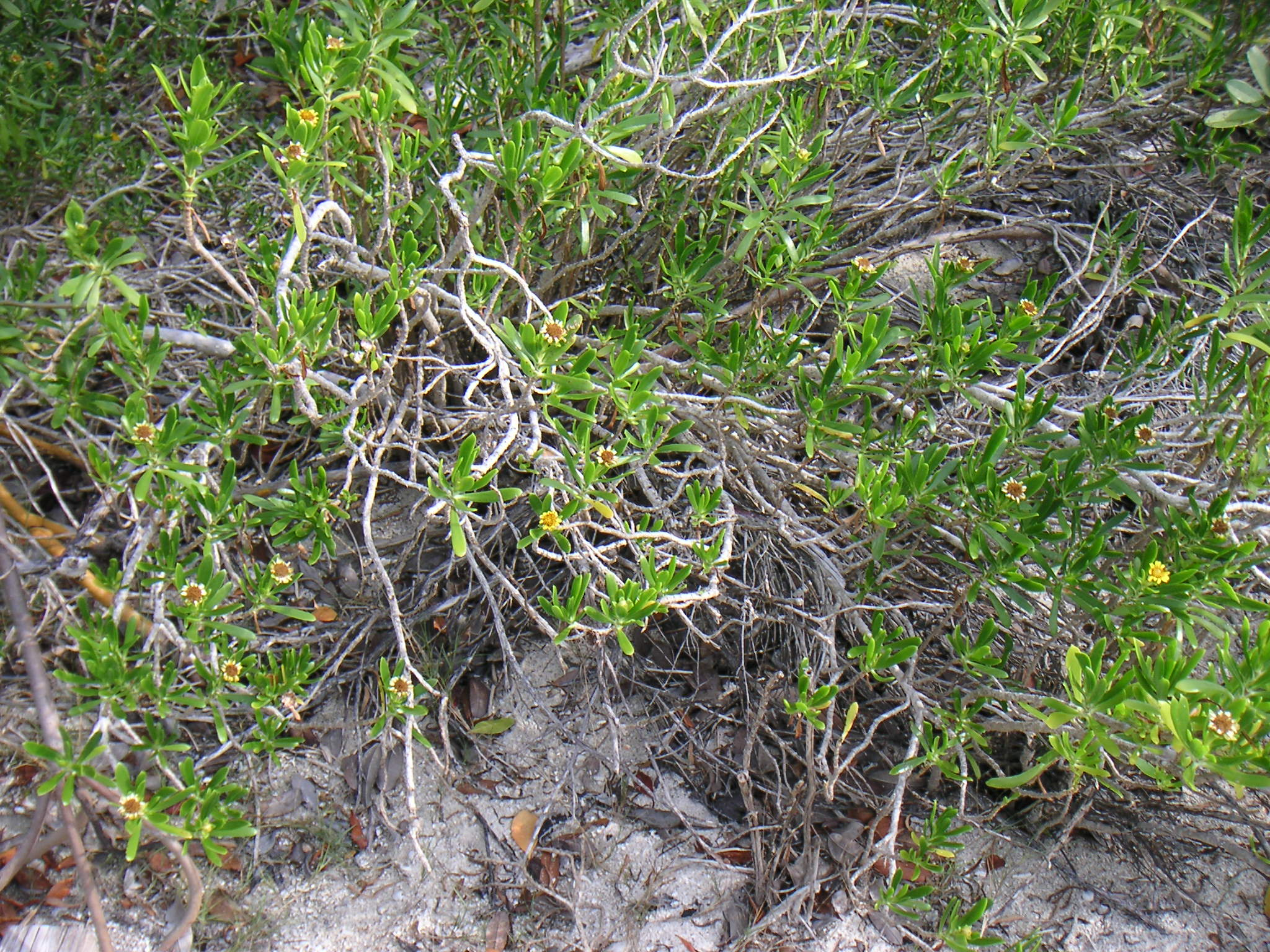
Subtribus Engelmanniinae: Borrichia arborescens

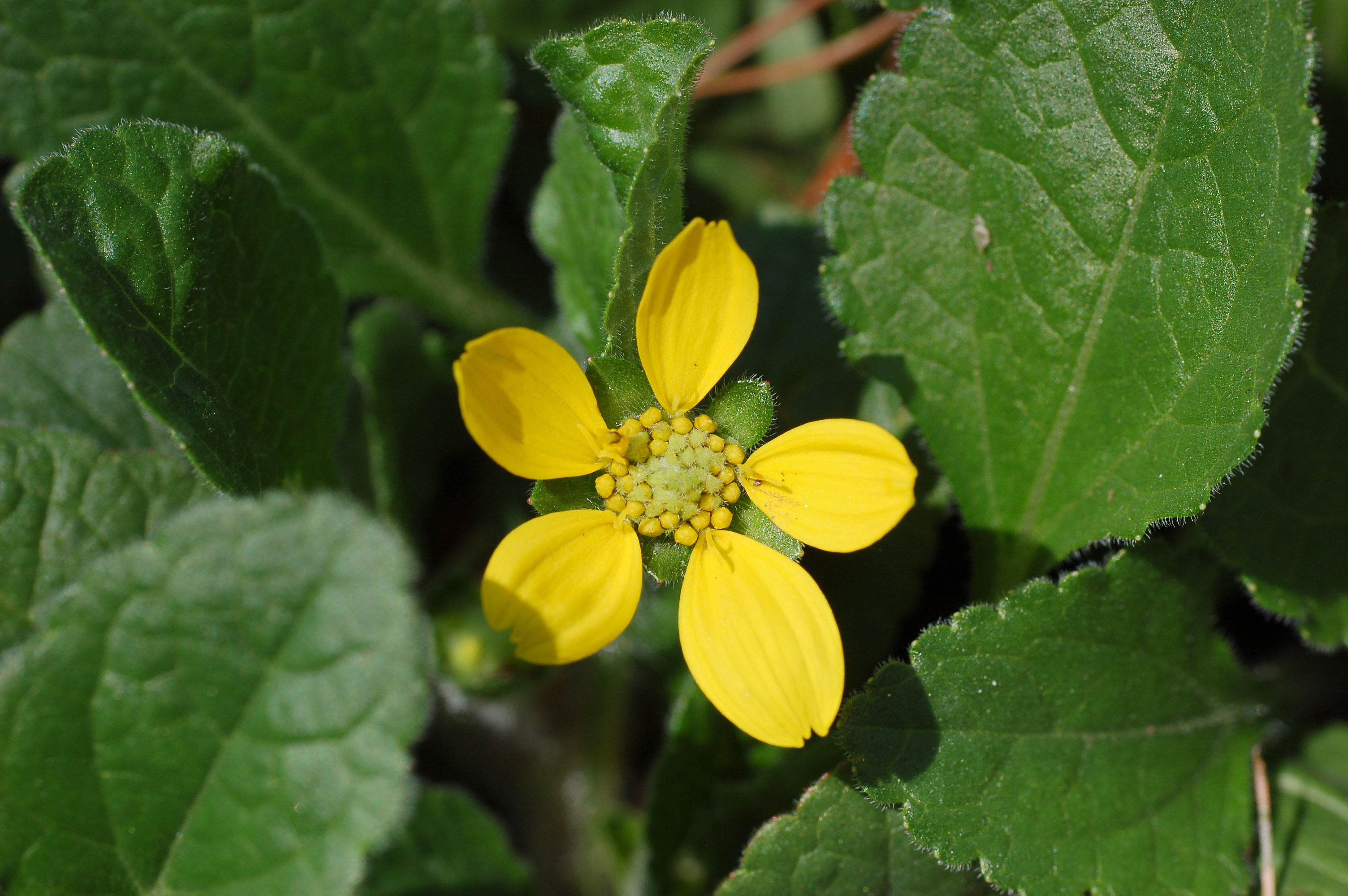
Subtribus Engelmanniinae: Chrysogonum virginianum

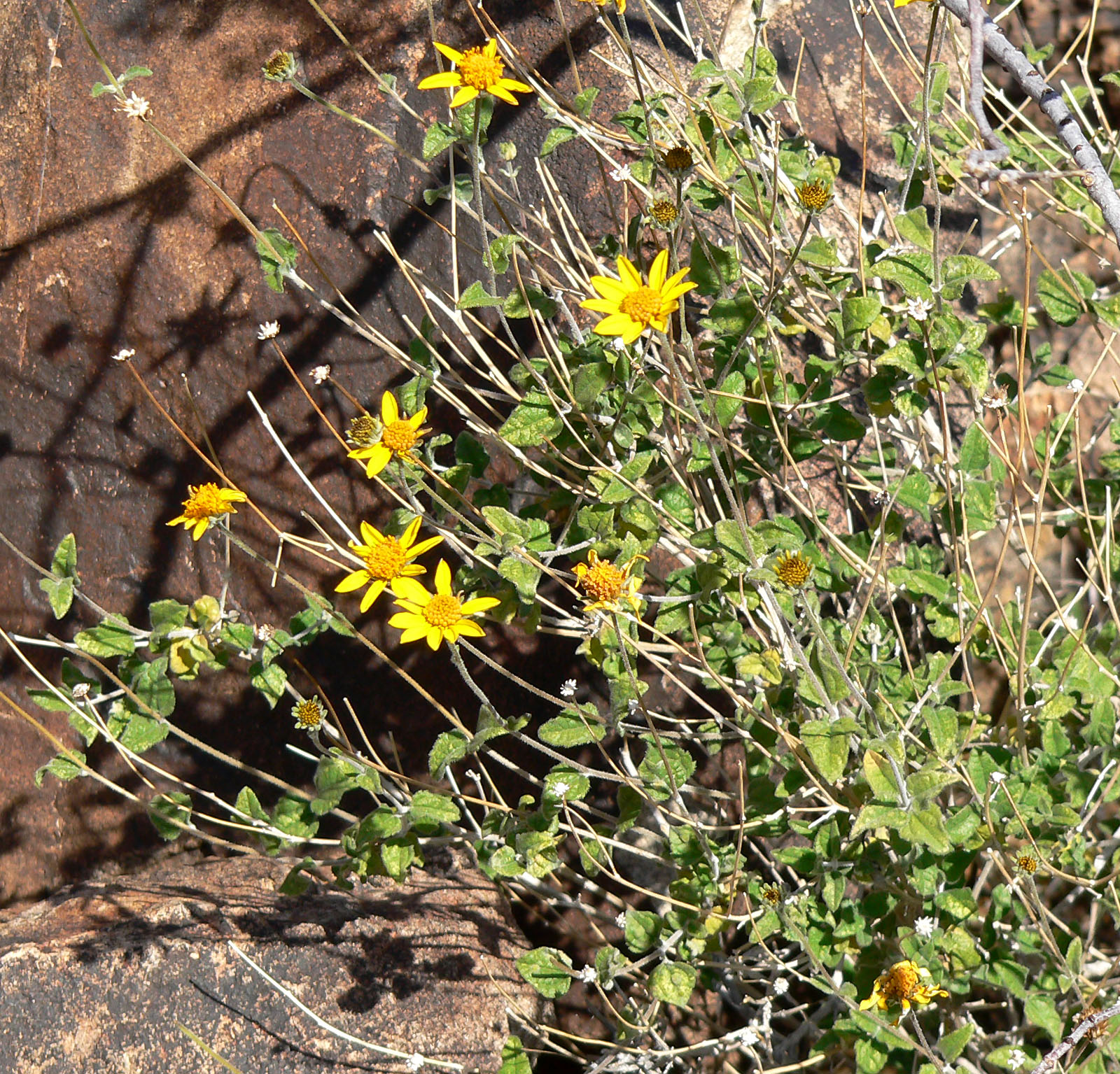
Subtribus Helianthinae: Bahiopsis parishii

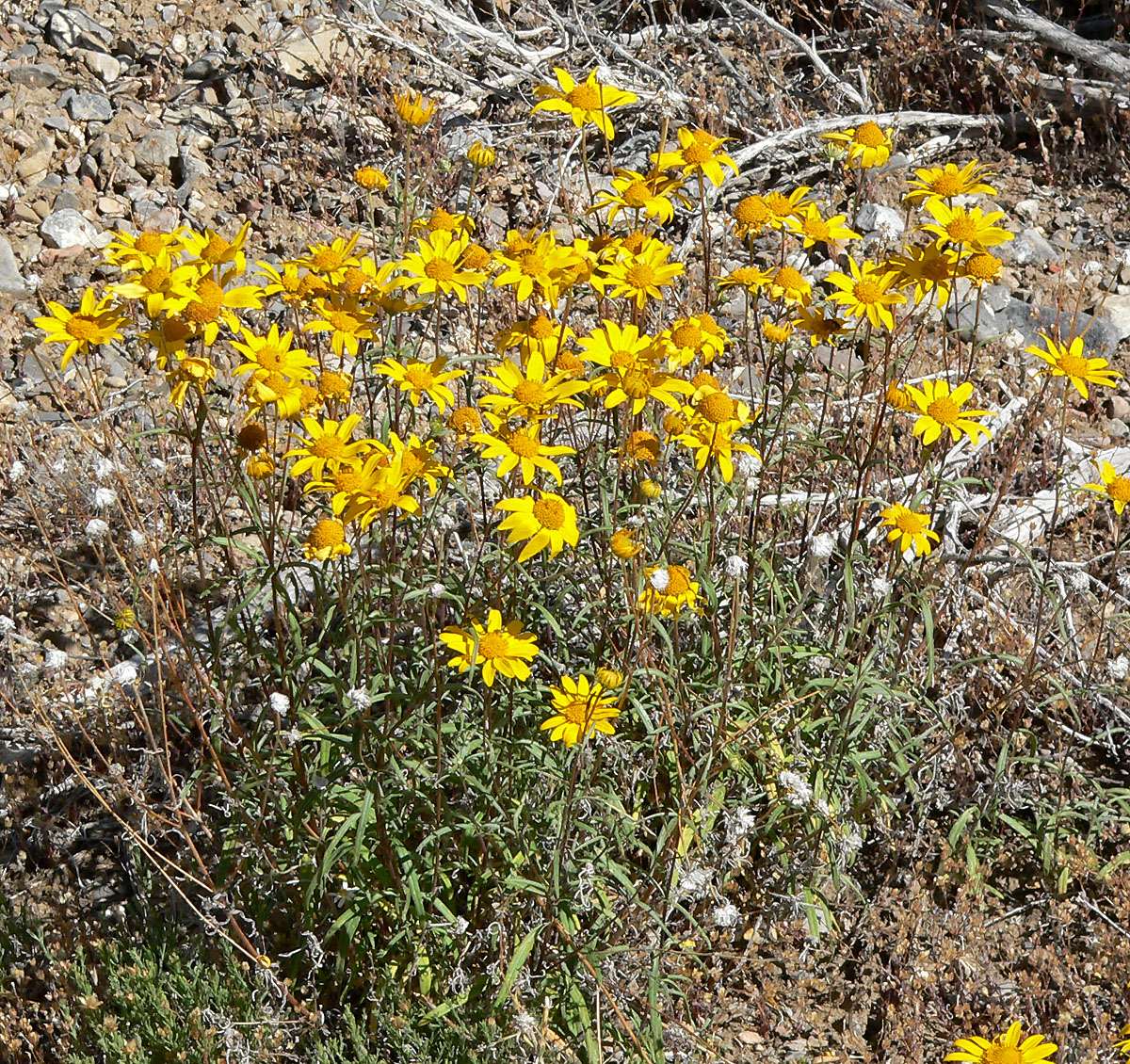
Subtribus Helianthinae: Heliomeris multiflora var. nevadensis

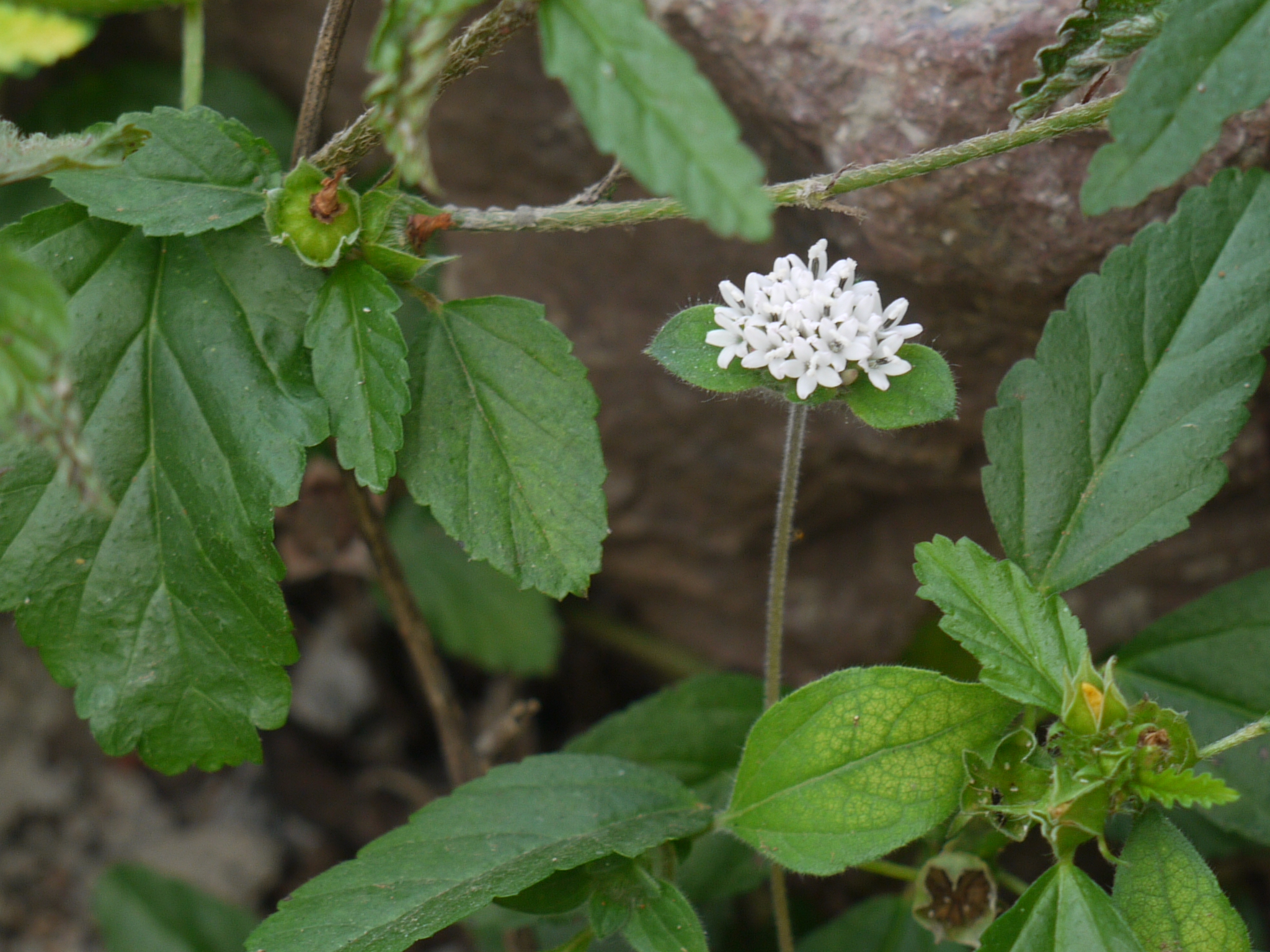
Subtribus Helianthinae: Lagascea mollis

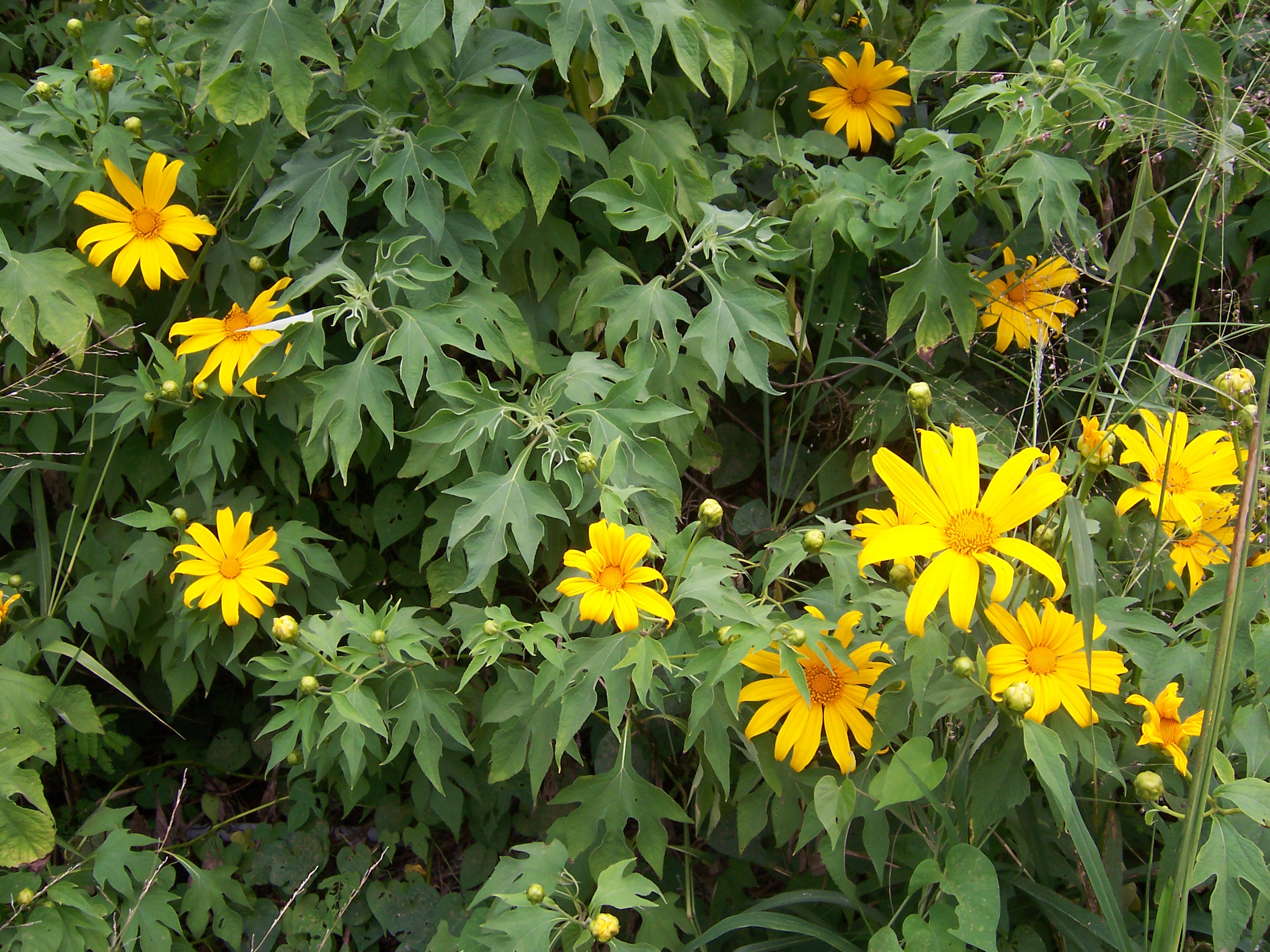
Subtribus Helianthinae: Mexikanische Sonnenblume (Tithonia diversifolia)

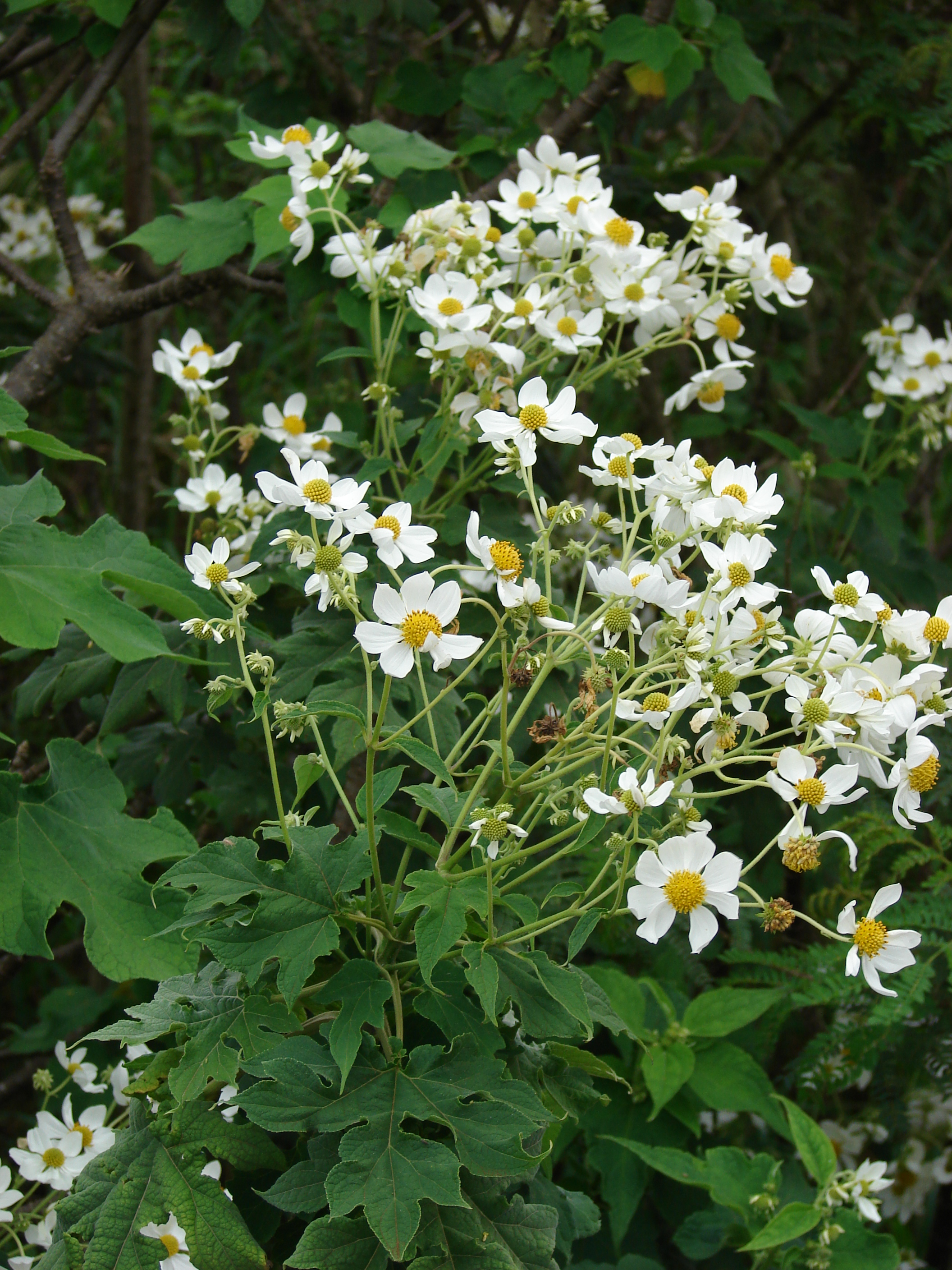
Subtribus Montanoinae: Montanoa hibiscifolia

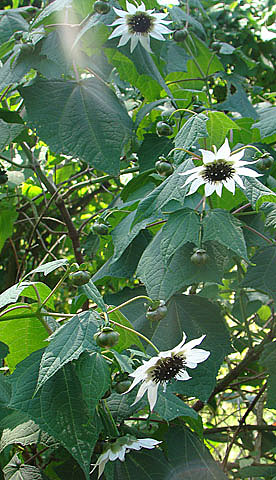
Subtribus Rojasianthinae: Rojasianthe superba

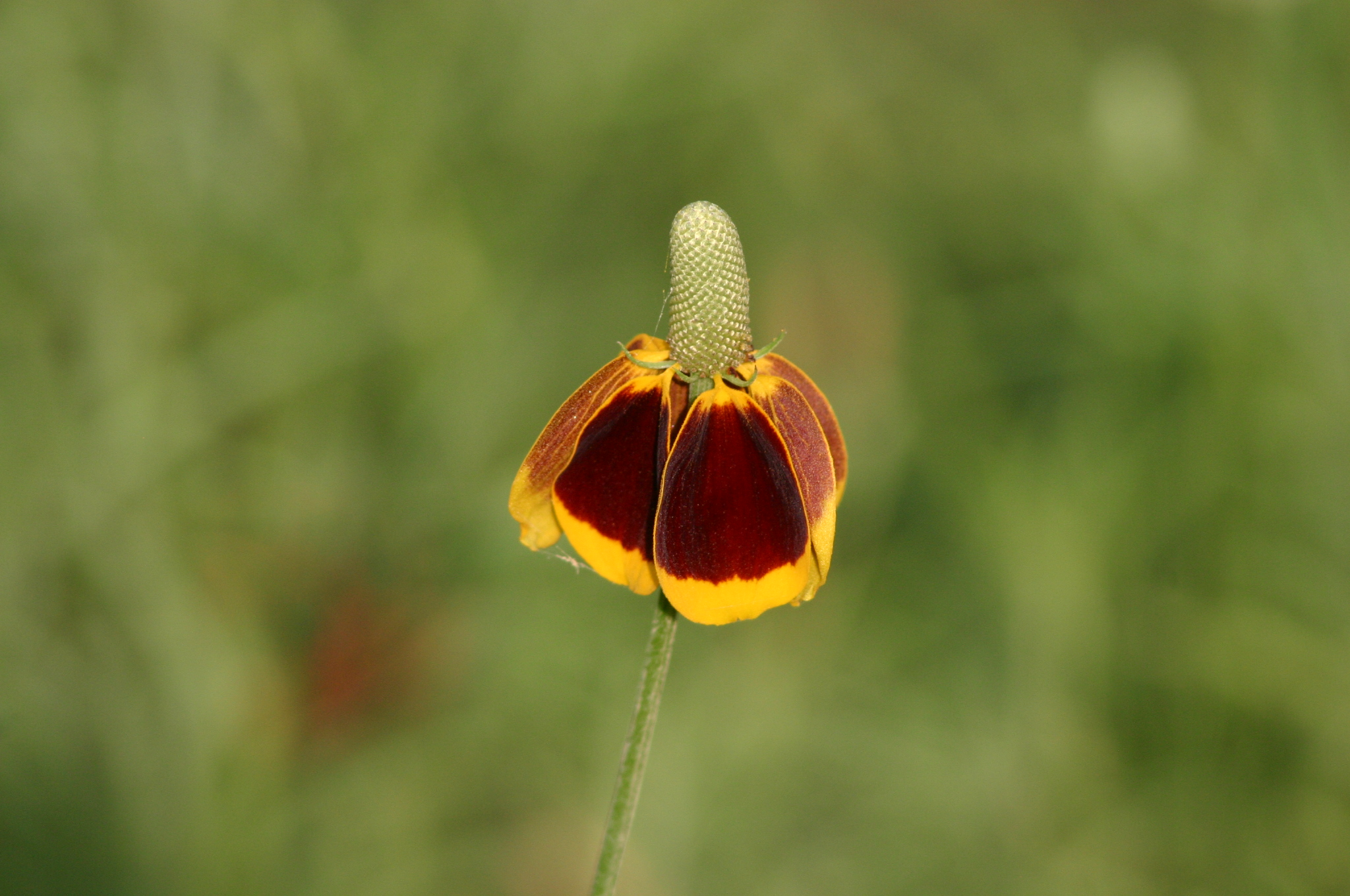
Subtribus Rudbeckiinae: Blütenkorb mit hohem, kegelförmigen Blütenstandsboden von Ratibida columnifera

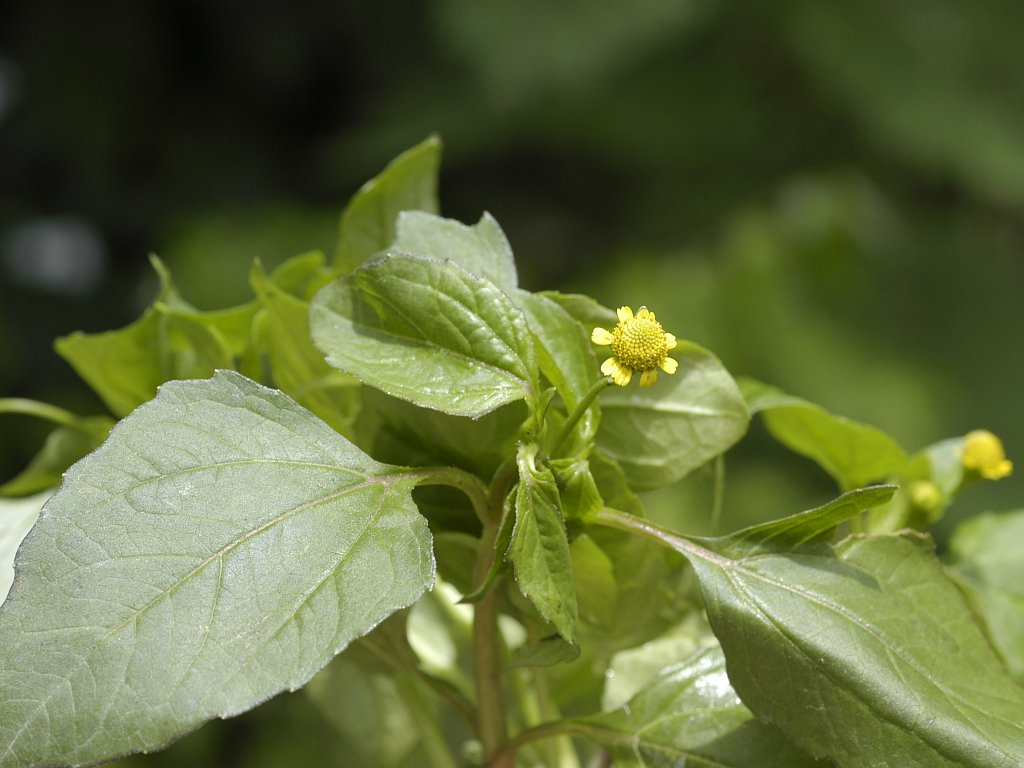
Subtribus Spilanthinae: Jambú (Acmella ciliata)

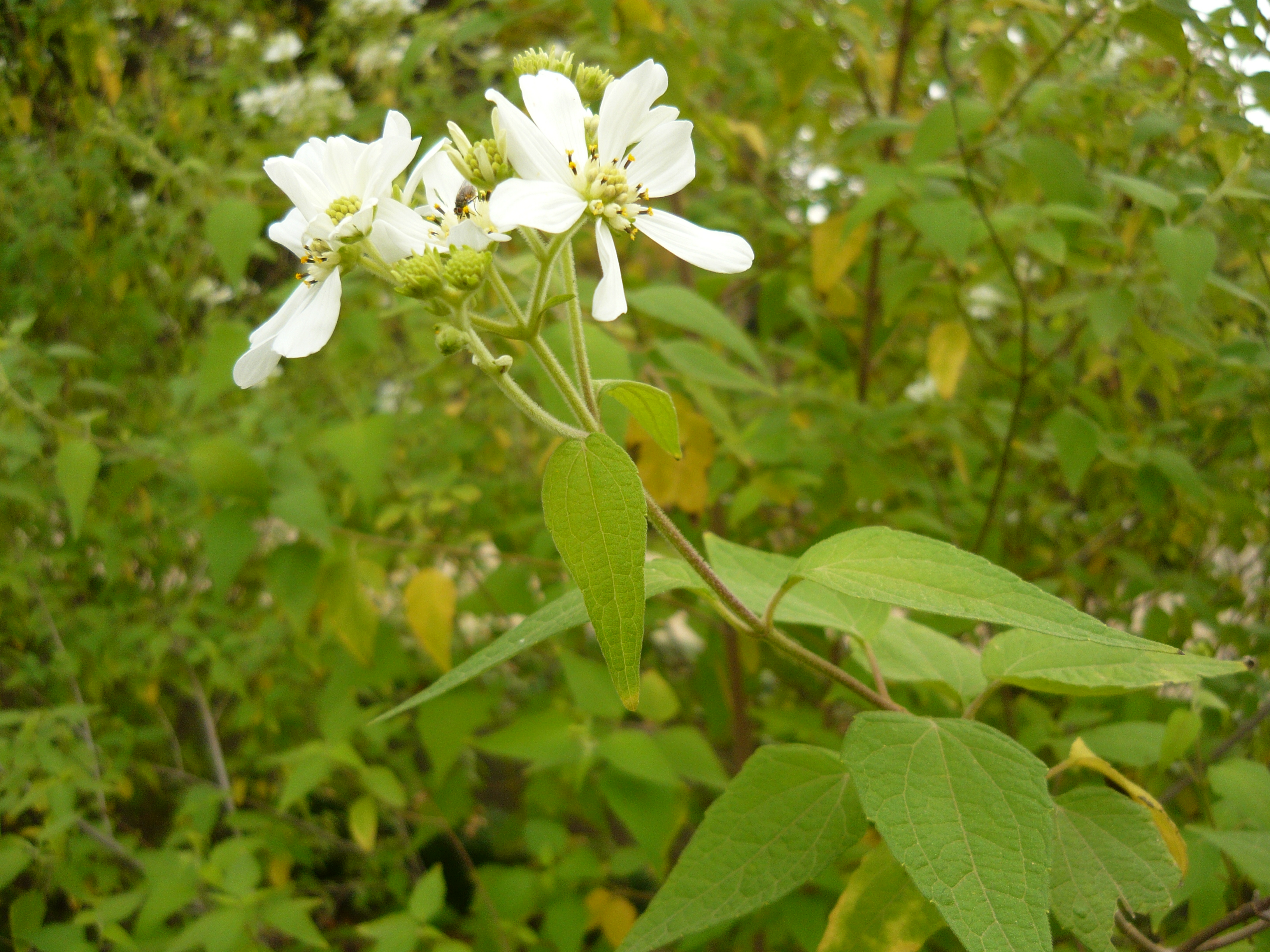
Subtribus Verbesininae: Podachaenium paniculatum

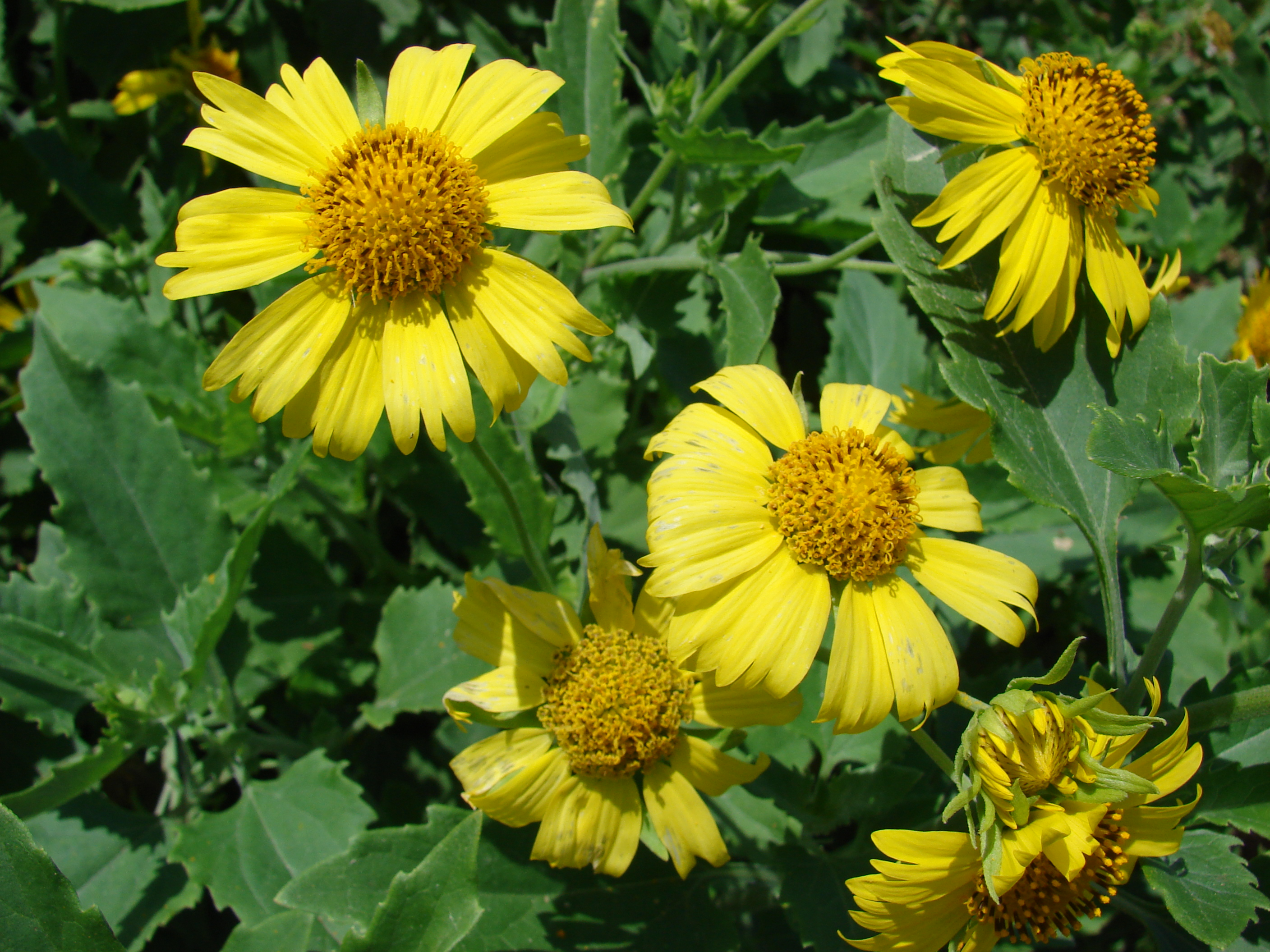
Subtribus Verbesininae: Verbesina encelioides

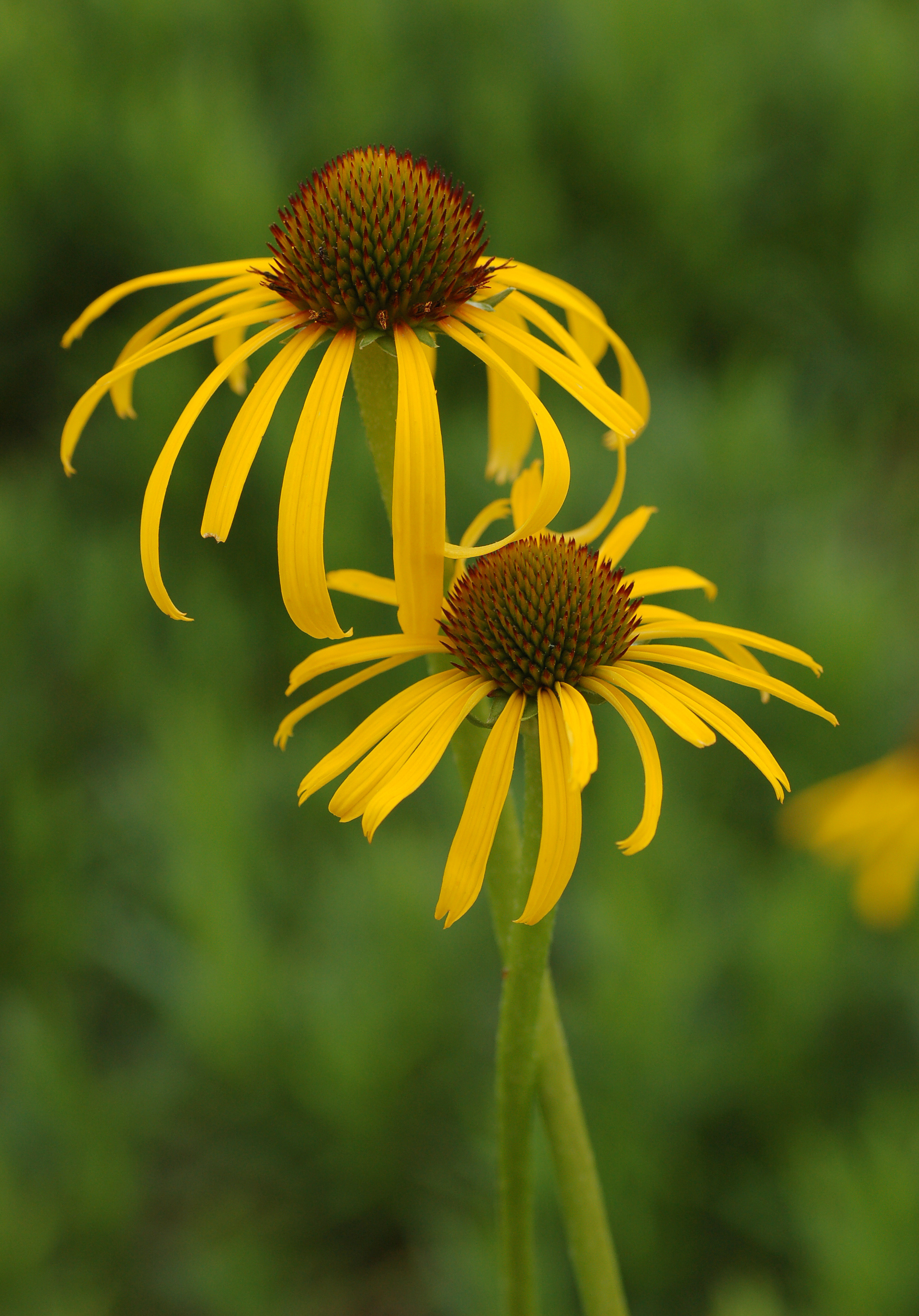
Subtribus Zinniinae: Blütenkörbe mit kegelförmigen Blütenkorbboden von Gelber Sonnenhut Echinacea paradoxa

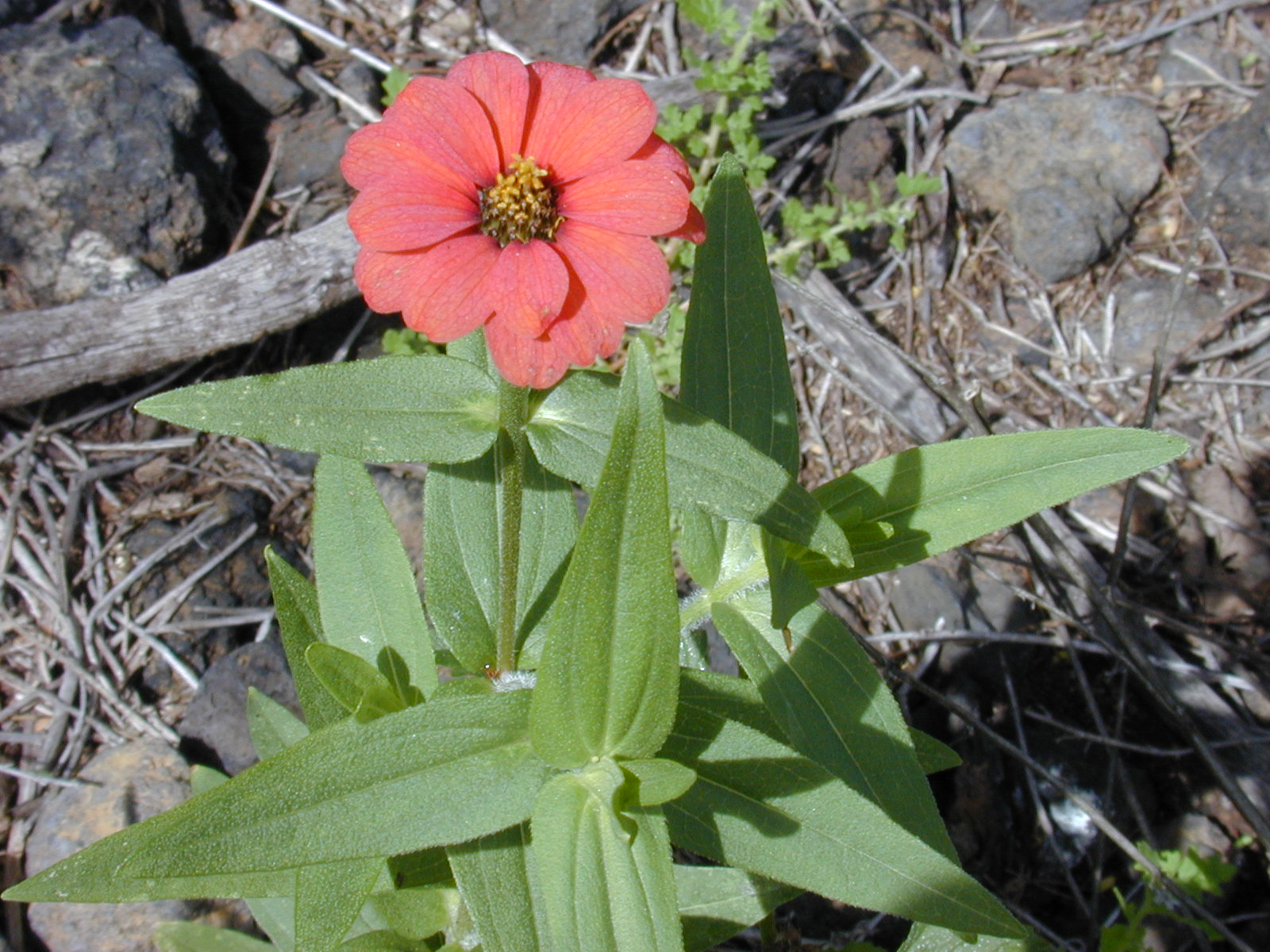
Subtribus Zinniinae: Habitus, gegenständige Laubblätter und Blütenkorb von Zinnia peruviana

Die Tribus Heliantheae wurde 1819 durch Alexandre Henri Gabriel de Cassini in Journal de Physique, de Chimie, d'Histoire Naturelle et des Arts, Band 88, S. 189 aufgestellt. Typusgattung ist Helianthus L.
Die Tribus Heliantheae enthielt früher etwa 189 bis 300 Gattungen mit 2500 bis 3300 Arten. Es werden nur noch etwa 112 Gattungen dieser Tribus zugerechnet. Die Einteilung in Subtribus ist kompliziert und wurde oft revidiert. In den letzten Jahren wurden viele der früheren insgesamt 35 Subtribus zu eigenen Tribus. Nach Panero 2007 enthält die Tribus Heliantheae nur noch 14 Subtribus:
- Subtribus Ambrosiinae Lessing: Die meisten Arten haben ihre Heimat in der Neuen Welt. Sie enthält sieben Gattungen mit 70 bis 90 Arten:
  - Traubenkräuter (Ambrosia L.): Die über 40 Arten sind hauptsächlich in tropischen bis subtropischen und gemäßigten Gebieten der Neuen Welt verbreitet, mit einem Schwerpunkt der Artenvielfalt in Nordamerika (22 Arten). Einige Arten sind Neophyten in der Alten Welt.[3]
  - Dicoria Torrey & A.Gray: Die nur zwei Arten sind vom westlichen Nordamerika bis ins nordwestliche Mexiko verbreitet.[3]
  - Hedosyne Strother: Sie enthält nur eine Art:
    - Hedosyne ambrosiifolia (A.Gray) Strother: Sie ist von den südwestlichen USA bis nördliche Mexiko verbreitet.[3]

  - Iva L.: Von den etwa neun Arten sind sieben im gemäßigten Nordamerika natürlich verbreitet, es gibt auch Arten in den Subtropen. Einige Arten sind in der Alten Welt Neophyten.[3]
    - Spitzkletten-Rispenkraut (Iva xanthiifolia Nutt.)

  - Parthenice A.Gray: Sie enthält nur eine Art:
    - Parthenice mollis A.Gray: Sie kommt nur in Arizona und im nordwestlichen Mexiko vor.[3]

  - Parthenium L.: Die etwa 16 Arten kommen natürlich nur in der Neuen Welt vor (7 in Nordamerika). Sie gedeihen hauptsächlich in warm-gemäßigten und tropischen, einige in gemäßigten, Gebieten. Einige Arten sind in der Alten Welt Neophyten[3]; darunter:
    - Guayule (Parthenium argentatum A.Gray): Sie liefert Gummi.

  - Spitzkletten (Xanthium L.): Die zwei bis 25 Arten kommen natürlich nur in der Neuen Welt vor. In der Alten Welt sind es Neophyten. Sie sind einhäusig getrenntgeschlechtig (monözisch) und oft einjährige krautige Pflanzen.[3]

- Subtribus Chromolepidinae Panero:[4]
  - Chromolepis Benth.: Sie enthält nur eine Art:
    - Chromolepis heterophylla Benth.: Sie gedeiht in mittleren Höhenlagen im zentralen sowie westlichen Mexiko.[4]

- Subtribus Dugesiinae Panero:[4]
  - Dugesia A.Gray: Sie enthält nur eine Art:[4]
    - Dugesia mexicana (A.Gray) A.Gray (Syn.: Lindheimera mexicana A.Gray): Sie gedeiht im trockenen Hochland des östlich-zentralen Mexikos.[4]

- Subtribus Ecliptinae Less.: Der Umfang dieser Subtribus wurde kontrovers diskutiert. Sie enthält seit Panero 2007 etwa 50 (früher 27[5] bis 35) Gattungen mit etwa 300 Arten. Orchard veränderte 2013 den Umfang einiger Gattungen und reinstallierte einige, er stellte auch einige Gattungen neu auf:[6]
  - Acunniana Orchard: Sie wurde 2013 aufgestellt und enthält nur eine Art:[6]
    - Acunniana procumbens (DC.) Orchard (Syn.: Wollastonia procumbens DC.): Dieser Endemit kommt wohl nur im nördlichen australischen Bundesstaat Northern Territory im westlichen bis zentralen Arnhem Land und vielleicht in der Temple Bay im östlichen Teil der Cape York Halbinsel in Queensland vor.[6]

  - Apowollastonia Orchard (Syn.: Niebuhria Neck. nom. inval., Seruneum Kuntze nom. illeg. superfl., Niebuhria Britten nom. illeg. superfl. non Niebuhria Scop. nom. illeg. superfl. nec Niebuhria DC. nom. illeg.): Sie wurde 2013 aufgestellt, davor waren ihre Arten in Wedelia enthalten. Von den etwa acht Arten kommen sieben im nördlichen bis zentralen Australien vor und eine Art kommt in Neuguinea sowie Indonesien vor.[6]
  - Baltimora L.: Die etwa zwei Arten sind in der Neotropis verbreitet.
  - Blainvillea Cass.: Die etwa zehn Arten besitzen eine pantropische Verbreitung.
  - Calyptocarpus Less.: Die etwa zwei Arten sind von den USA über Zentralamerika und Kuba verbreitet.
  - Clibadium L.: Die etwa 40 Arten sind in der Neotropis verbreitet.
  - Damnxanthodium Strother: Sie enthält nur eine Art:
    - Damnxanthodium calvum (Greenm.) Strother: Sie kommt im westlichen Mexiko vor.

  - Delilia Spreng.: Die etwa zwei Arten sind in der Neotropis verbreitet und kommen auf den Galapagos-Inseln vor.
  - Dimerostemma Cass.: Die etwa 26 Arten sind in Südamerika verbreitet.
  - Echinocephalum Gardner: Diese Gattung wurde 2013 reaktiviert. Sie enthält nur eine Art:[6]
    - Echinocephalum latifolium Gardner (Syn.: Melanthera latifolia (Gardner) Cabrera, Echinocephalum angustifolium Gardner): Sie gedeiht in offenen Feuchtsavannen in Paraguay und im zentralen, östlichen sowie südlichen Brasilien.[6]

  - Eclipta L.: Die vier oder fünf Arten kommen in der Neuen Welt und in Australien vor.
  - Elaphandra Strother: Die etwa 14 Arten sind in Panama und in Südamerika verbreitet.
  - Eleutheranthera Poit. ex Bosc.: Die nur zwei Arten sind in der Neotropis verbreitet.
  - Exomiocarpon Lawalrée: Sie enthält nur eine Art:
    - Exomiocarpon madagascariense (Humbert) Lawalree: Sie kommt nur in Madagascar vor.

  - Fenixia Merr.: Sie enthält nur eine Art:
    - Fenixia pauciflora Merr: Sie kommt auf den Philippinen vor.

  - Hoffmanniella Schltr. ex Lawalrée: Sie enthält nur eine Art:
    - Hoffmanniella sylvatica Schltr. ex Lawalree: Sie ist im tropischen Westafrika verbreitet.

  - Idiopappus H.Rob. & Panero: Sie enthält nur eine Art:
    - Idiopappus quitensis H.Rob. & Paner: Sie kommt in Ecuador vor.

  - Indocypraea Orchard: Sie wurde 2013 aufgestellt und enthält nur eine Art:[6]
    - Indocypraea montana (Blume) Orchard (Syn.: Verbesina montana Blume, Wollastonia montana (Blume) DC., Wedelia montana (Blume) Boerl., Wedelia wallichii Less., Wedelia urticifolia var. wallichii (Less.) DC., Wollastonia montana var. wallichii (Less.) H.Koyama, Wedelia urticifolia var. wightii DC., Wollastonia horsfieldiana Miq., Wedelia montana var. pilosa H.Koyama): Sie ist von Indonesien bis Thailand, Myanmar, Indien, Nepal sowie China verbreitet.[6]

  - Iogeton Strother: Sie enthält nur eine Art:
    - Iogeton nowickeamus (D’Arcy) Strother: Sie kommt in Panama vor.

  - Jefea Strother: Die etwa fünf Arten sind von Mexiko bis Guatemala verbreitet.
  - Kingianthus H.Rob.: Die etwa zwei Arten sind von Ecuador bis Peru verbreitet.
  - Lantanopsis C.Wright ex Griseb.: Die nur drei Arten kommen nur in Kuba vor.
  - Leptocarpha DC.: Sie enthält nur eine Art:
    - Leptocarpha rivularis DC.: Sie kommt in Chile vor.

  - Lasianthaea DC.: Die etwa zwölf Arten sind von Nord- bis Zentralamerika verbreitet.
  - Lipochaeta DC. (Syn.: Microchaeta Nutt. nom. illeg. superfl.): Die nur mehr sechs Arten kommen mit vielen Subtaxa nur in Hawaii vor.[6]
  - Lipoblepharis Orchard: Sie wurde 2013 aufgestellt. Die etwa fünf Arten sind von Malesien bis Südost- sowie Ostasien (Indonesien bis China sowie Japan und bis westliches Indien) verbreitet und kommt bis Vanuatu vor.[6]
  - Lipotriche R.Br. (Syn.: Psathurochaeta DC., Wuerschmittia Sch.Bip., Trigonotheca Sch.Bip.): Die etwa 14 sind in Afrika, hauptsächlich im tropischen Gebieten, einschließlich Sansibar verbreitet[6]
  - Lundellianthus H.Rob.: Die etwa acht Arten sind in Zentralamerika verbreitet.
  - Melanthera Rohr (Syn.: Amellus P.Browne nom. rej. non Amellus L., Melananthera Michx.): Seit Orchard 2013 gibt es nur noch zwei Arten, die nur in der Neotropis vorkommen.[6]
  - Monactis Kunth: Die etwa zehn Arten sind von Ecuador bis Peru verbreitet.
  - Oblivia Strother: Die etwa drei Arten sind in Panama und in den tropischen Anden verbreitet.
  - Otopappus Benth.: Die etwa 14 Arten sind in Zentralamerika verbreitet.
  - Oyedaea DC.: Die etwa 18 Arten sind von Zentral- bis Südamerika verbreitet.
  - Quadribractea Orchard: Sie wurde 2013 aufgestellt und enthält nur eine Art:[6]
    - Quadribractea moluccana (Blume) Orchard (Syn.: Verbesina moluccana Blume, Wollastonia moluccana (Blume) DC., Wedelia moluccana (Blume) Borl., Moonia moluccana (Blume) Koster, Verbesina moluccana Bl., Verbesina dichotoma Reinw. ex Miq., Wedelia quadribracteata Warb., Moonia quadribracteata (Warb.) Mattf.): Sie kommt im östlichen Indonesien und in Osttimor vor.[6]

  - Pascalia Ortega: Die etwa zwei Arten sind in Südamerika verbreitet.
  - Perymeniopsis H.Rob.: Sie enthält nur eine Art:
    - Perymeniopsis ovalifolia (A.Gray) H.Rob.: Sie kommt im östlichen Mexiko vor.

  - Pentalepis F.Muell.: Die etwa drei Arten sind in Australien verbreitet.
  - Perymenium Schrad.: Die etwa 43 Arten sind in der Neotropis verbreitet.
  - Plagiolophus Greenm.: Sie enthält nur eine Art:
    - Plagiolophus millspaughii Greenm.: Sie kommt nur im zentralen Yucatan vor.

  - Podanthus Lag.: Die etwa zwei Arten kommen im zentralen Chile vor.
  - Riencourtia Cass.: Die etwa sechs Arten sind in der Neotropis verbreitet.
  - Rensonia S.F.Blake: Sie enthält nur eine Art:
    - Rensonia salvadorica S.F.Blake: Sie ist in Zentralamerika verbreitet.

  - Schizoptera Turcz.: Sie enthält nur eine Art:
    - Schizoptera peduncularis S.F. Blake: Sie kommt in Ecuador vor.

  - Sphagneticola O.Hoffm.: Die seit 2013 etwa fünf[7] Arten sind pantropisch verbreitet. Darunter:
    - Sphagneticola trilobata (L.) Pruski

  - Steiractinia S.F.Blake: Die etwa zwölf Arten sind in Südamerika verbreitet.
  - Synedrella Gaertn.: Sie enthält nur eine Art:
    - Synedrella nodiflora Gaertn.: Sie ist in der Neotropis verbreitet.

  - Synedrellopsis Hieron. & Kuntze: Sie enthält nur eine Art:
    - Synedrellopsis grisebachii Hieron. & Kuntze: Sie ist in Argentinien, Bolivien und Paraguay verbreitet.

  - Tilesia G.Mey.: Die etwa drei Arten gedeihen im tropischen Regenwald der Neotropis.
  - Trigonopterum Hook. f.: Sie enthält nur eine Art:
    - Trigonopterum laricifolium (Hook. f.) W.L.Wagner & H.Rob.: Sie kommt nur auf den Galapagos-Inseln vor.

  - Tuberculocarpus Pruski: Sie enthält nur eine Art:
    - Tuberculocarpus ruber (Aristeg.) Pruski: Sie kommt in Venezuela vor.

  - Tuxtla Villaseñor & Strother: Sie enthält nur eine Art:
    - Tuxtla pittieri (Greenm.) Villasenor & Strother: Sie kommt von Costa Rica bis zur Region Los Tuxtlas im östlichen mexikanischen Bundesstaat Veracruz vor.

  - Wamalchitamia Strother: Die etwa vier Arten sind in Zentralamerika verbreitet.
  - Wedelia Jacq. nom. cons. (Syn.: Seruneum Kuntze nom. illeg. superfl.): Von den etwa 100 Arten sind etwa 75 Arten in der Neotropis vom südlichen Nord- über Zentralamerika sowie auf Karibischen Inseln bis Südamerika verbreitet und in Afrika sowie Madagaskar kommen etwa 25 Arten.[6]
  - Wollastonia DC. ex Decne (Syn.: Wedelia sect. Wollastonia (DC. ex Decne.) Benth. & Hook. f., Aphanopappus Endl., Schizophyllum Nutt. nom. illeg. non E.M.Fries, Lipochaeta sect. Aphanopappus (Endl.) Benth. & Hook. f., Niebuhria Neck. nom. inval., Niebuhria Britten nom. illeg. non Niebuhria Scop. nec Niebuhria DC., Seruneum Kuntze nom. illeg. superfl.): Von den etwa 20 Arten kommen 16 Arten nur in Hawaiʻi vor.[6] Das Gesamtverbreitungsgebiet dieser Gattung reicht von den Küsten Ostafrikas über Inseln des Indischen Ozeans bis zum Indischen Subkontinent, Malesien, dem nördlichen bis östlichen Australien (zwei Arten) und nordwärts bis China sowie Japan und auf Inseln des südlichen Pazifik bis Fiji.[6] Nur eine Art:
    - Wollastonia biflora (L.) DC. gedeiht an Ständen weitverbreitet im Indo-Pazifischen Raum, aber sie kommt nicht in Hawaiʻi vor.[6]

  - Zexmenia La Llave & Lex.: Die etwa zwei Arten sind in Zentralamerika verbreitet.
  - Zyzyxia Strother: Sie enthält nur eine Art:
    - Zyzyxia lundellii (H.Rob.) Strother: Sie ist von Mexiko bis Belize verbreitet.

- Subtribus Enceliinae Panero:[4]: Sie enthält etwa fünf Gattungen:
  - Encelia Adans.: Die etwa 15 Arten sind in den westlichen USA, in Mexiko, Peru, Chile und auf den Galapagos-Inseln verbreitet.
  - Enceliopsis (A.Gray) A.Nelson: Die etwa vier Arten sind in den westlichen USA verbreitet.
  - Flourensia DC.: Die etwa 33 Arten sind in den westlichen USA verbreitet.
  - Geraea Torr. & A.Gray: Die etwa zwei Arten sind von den südwestlichen USA bis ins nordwestliche Mexiko verbreitet.[3]
  - Zwergsonnenblumen (Helianthella Torr. & A.Gray): Die neun bis zehn Arten sind hauptsächlich von den westlichen USA bis nach Mexiko verbreitet, eine Art kommt auch in der kanadischen Provinz British Columbia vor.[3]

- Subtribus Engelmanniinae Steussy: Sie enthält etwa neun Gattungen:
  - Balsamorhiza Hook. ex Nutt.: Die etwa zwölf Arten sind im westlichen Nordamerika verbreitet.[3]
  - Berlandiera DC.: Die etwa acht Arten sind von den USA (alle acht Arten und drei Hybriden) bis Mexiko verbreitet.[3]
  - Borrichia Adans.: Die etwa drei Arten sind von den USA (alle drei Arten und eine Hybride) bis Mexiko und auf Karibischen Inseln verbreitet.[3]
  - Chrysogonum L.: Sie enthält nur eine Art:
    - Chrysogonum virginianum L.: Sie kommt in den östlichen USA vor.[3]

  - Engelmannia Torr. & A.Gray: Sie enthält nur eine Art:
    - Engelmannia peristenia (Raf.) Goodman & C.A.Lawson: Sie kommt von den südwestlichen USA bis ins nördliche Mexiko vor.[3]

  - Lindheimera A.Gray & Engelm.: Sie enthält nur eine Art:[3]
    - Lindheimera texana A.Gray & Engelm.: Sie kommt von den südlichen USA bis ins nordöstliche Mexiko vor.[3]

  - Silphien (Silphium L.): Die etwa zwölf Arten sind in Nordamerika verbreitet.[3]
  - Vigethia W.A.Weber: Sie enthält nur eine Art:
    - Vigethia mexicana L.: Sie kommt im nordöstlichen Mexiko vor.

  - Wyethia Nutt.: Die etwa acht Arten sind im westlichen Nordamerika verbreitet.[3]

- Subtribus Helianthinae Cass. ex Dum.: Sie enthält 21 bis 24 Gattungen mit etwa 350 Arten hauptsächlich in der Neotropis:[8]
  - Aldama La Llave: Die etwa 118 Arten sind in der Neotropis verbreitet.
  - Alvordia Brandegee: Die nur vier Arten kommen nur im mexikanischen Niederkalifornien vor.
  - Bahiopsis Kellogg: Die etwa zwölf Arten sind von den südwestlichen USA (drei Arten) bis ins nordwestliche Mexiko verbreitet.[3]
  - Calanticaria (B.L.Rob. & Greenm.) E.E.Schill. & Panero: Die etwa fünf Arten sind in Mexiko verbreitet.
  - Davilanthus E.E.Schill. & Panero: Die etwa sieben Arten sind in Mexiko verbreitet.
  - Dendroviguiera E.E.Schill. & Panero: Diese 2011 aus Viguiera Kunth ausgegliederte Gattung enthält etwa 15 Arten in der Neotropis.[8]
  - Gonzalezia E.E.Schill. & Panero: Diese 2011 aus Viguiera Kunth ausgegliederte Gattung enthält nur drei Arten in Mexiko.[8]
  - Sonnenblumen (Helianthus L.): Die etwa 52 Arten sind alle in Nordamerika und einige auch in Mexiko natürlich verbreitet. Eine Art, die Sonnenblume (Helianthus annuus), ist mit vielen Sorten eine wichtige Nutz- und Zierpflanze.
  - Heliomeris Nuttall: Die etwa fünf Arten sind von den südwestlichen USA (vier Arten) bis Mexiko verbreitet.[3]
  - Heiseria E.E.Schill. & Panero: Diese 2011 aus Viguiera Kunth ausgegliederte Gattung enthält nur zwei Arten in Peru.[8]
  - Hymenostephium Benth.: Die etwa 26 sind in den Anden und in Venezuela verbreitet.
  - Iostephane Benth.: Die etwa vier Arten sind in Mexiko verbreitet.
  - Lagascea Cav.: Die etwa acht Arten sind von Mexiko bis Nicaragua natürlich verbreitet, nur eine Varietät kommt auch im südwestlichen US-Bundesstaat Arizona vor. Eine Art, Lagascea mollis Cav., ist ein Neophyt in Florida, auf karibischen Inseln, in Südamerika, Asien (Indien, Java, Sri Lanka, Thailand), Afrika und in Hawaii.
  - Pappobolus S.F.Blake: Die etwa 38 Arten sind in Südamerika verbreitet.
  - Phoebanthus S.F.Blake: Von den nur zwei Arten kommt eine nur in Florida vor und die andere auch in Alabama.[3]
  - Rhysolepis S.F.Blake: Die zwei bis drei Arten sind in Mexiko verbreitet.
  - Scalesia Arn.: Die 10 bis 15 Arten kommen nur auf den Galapagos-Inseln vor. Sie wachsen meist als Sträucher und drei Arten als Bäume, von denen der höchste mit 20 Meter Scalesia pedunculata ist.[9]
  - Sclerocarpus Jacq.: Die etwa zwölf Arten sind von den südlichen USA (nur eine Art) über Mexiko bis Zentralamerika verbreitet. Eine Art kommt in der Paläotropis vor.[3]
  - Simsia Pers.: Die etwa zwölf Arten sind von den südwestlichen USA (nur zwei Arten) über Mexiko, Zentralamerika und Jamaika bis Südamerika verbreitet.[3]
  - Stuessya B.L.Turner: Die nur drei Arten kommen am Pazifik im südlich-zentralen Mexiko vor.
  - Sidneya E.E.Schill. & Panero: Diese 2011 aus Viguiera Kunth ausgegliederte Gattung enthält nur zwei Arten in Mexiko.[8]
  - Syncretocarpus S.F.Blake: Die nur zwei Arten kommen in Peru vor.
  - Tithonia Desf. ex Juss.: Die etwa elf Arten sind von den südwestlichen USA (drei Arten) über Mexiko bis Zentralamerika verbreitet. Eine Art ist in den südöstlichen USA, auf karibischen Inseln, in Südamerika und in der Alten Welt ein Neophyt.[3]
  - Viguiera Kunth: Die etwa 150 Arten sind von den südwestlichen USA (drei Arten) über Mexiko und Zentralamerika bis Südamerika verbreitet.[3]

- Subtribus Montanoinae Cerv.: Sie enthält nur eine Gattung:
  - Montanoa Cerv.: Die 25 bis 33 Arten sind von Mexiko über Zentralamerika bis ins nördliche Südamerika verbreitet.

- Subtribus Rojasianthinae Panero:
  - Rojasianthe Standl. & Steyerm.: Sie enthält nur eine Art:
    - Rojasianthe superba Standl. & Steyerm.: Sie ist von Mexiko bis Guatemala verbreitet.

- Subtribus Rudbeckiinae H.Rob.: Sie enthält nur zwei Gattungen und etwa 30 Arten:
  - Ratibida Raf.: Die etwa sieben Arten sind von Nordamerika (vier Arten) bis Mexiko verbreitet.
  - Rudbeckien (Rudbeckia L.): Die etwa 23 Arten sind in Nordamerika verbreitet. Mindestens eine Art ist in Europa ein Neophyt.[3]

- Subtribus Spilanthinae Panero[4]: Sie enthält etwa fünf Gattungen:
  - Acmella Rich. ex Pers.: Die etwa 30 Arten sind von den südlichen USA (nur zwei Arten) über Mexiko, Zentralamerika und die Karibischen Inseln bis Südamerika verbreitet.[3]
  - Oxycarpha S.F.Blake: Sie enthält nur eine Art:
    - Oxycarpha suaedifolia S.F.Blake: Sie kommt in Venezuela vor.

  - Salmea DC.: Die etwa zehn Arten sind in der Neotropis verbreitet.
  - Spilanthes Jacq.: Die etwa sechs Arten sind in der Neuen Welt verbreitet.
  - Tetranthus Sw.: Die zwei bis vier Arten kommen auf Karibischen Inseln vor.

- Subtribus Verbesininae Benth.: Sie enthält etwa vier Gattungen:
  - Podachaenium Benth.: Die etwa sechs Arten sind von Mexiko bis Zentralamerika und Kolumbien verbreitet.
  - Squamopappus R.K.Jansen, N.A.Harriman & Urbatsch: Sie enthält nur eine Art:
    - Squamopappus skutchii R.K.Jansen, N.A.Harriman & Urbatsch: Sie ist von Mexiko bis Guatemala verbreitet.

  - Tetrachyron Schltr.: Die etwa acht Arten sind von Mexiko bis Guatemala verbreitet.
  - Verbesina L.: Die etwa 300 Arten sind in der Neuen Welt verbreitet.[3]

- Subtribus Zaluzaniinae H.Rob.: Sie enthält nur zwei bis drei Gattungen mit 11 bis 13 Arten von den südwestlichen USA bis Mexiko:[3]
  - Hybridella Cass.: Sie enthält nur eine Art:
    - Hybridella globosa Cass.: Sie ist in Mexiko verbreitet.

  - Zaluzania Pers.: Die etwa zehn Arten sind von den südwestlichen USA (nur eine Art) bis Mexiko verbreitet.[3]

- Subtribus Zinniinae Benth.: Sie enthält etwa sieben Gattungen:
  - Sonnenhut (Echinacea Moench): Die etwa neun Arten sind im östlichen sowie zentralen Nordamerika verbreitet.[3]
  - Sonnenaugen (Heliopsis Pers.): Von den etwa 18 Arten sind die meisten in Mexiko beheimatet. Das Gesamtverbreitungsgebiet reicht von Nordamerika (drei Arten) über Zentralamerika bis Bolivien.[3]
  - Philactis Schrad.: Die etwa vier Arten sind Mexiko bis Guatemala verbreitet.
  - Husarenknöpfe (Sanvitalia Lam.): Die fünf bis sieben Arten sind von den südwestlichen USA über Mexiko und Zentral- bis Südamerika verbreitet.[3]
  - Tehuana Panero & Villaseñor: Sie enthält nur eine Art:
    - Tehuana calzadae Panero & Villaseñor: Sie ist in Mexiko verbreitet.

  - Trichocoryne S.F.Blake: Sie enthält nur eine Art:
    - Trichocoryne connata S.F.Blake: Sie ist im nordöstlichen Mexiko verbreitet.

  - Zinnien (Zinnia L.): Die etwa 17 Arten sind von den USA (fünf Arten) über Mexiko bis Zentralamerika verbreitet; nur eine Art reicht auch bis Südamerika (nur Argentinien sowie Bolivien).[3]

- Gattung die nicht in eine Subtribus eingeordnet ist:
  - Euphrosyne DC.: Sie enthält nur eine Art:
    - Euphrosyne parthenifolia DC.: Sie kommt in Mexiko vor.

## Ergänzende Literatur für die Tribus im alten Umfang
- Bruce G. Baldwin, Bridget L. Wessa, Jose L. Panero: Nuclear rDNA Evidence for Major Lineages of Helenioid Heliantheae (Compositae). In: Systematic Botany, Volume 27, Issue 1, 2002, S. 161–198.
- Edward E. Schilling, Jose L. Panero: A revised classification of subtribe Helianthinae (Asteraceae: Heliantheae). I. Basal lineages. In: Botanical Journal of the Linnean Society, Volume 140, Issue 1, 2002, S. 65–76.
- H. E. Robinson: Compositae-Heliantheae, Part I: Introduction, genera A-L. in Flora of Ecuador, Volume 77, Issue 1, 2006, S. 1–232.
- H. E. Robinson: Compositae-Heliantheae, Part II: Introduction, genera M-Z. in Flora of Ecuador, Volume 77, Issue 2, 2006, S. 1–235.
- Vicki A. Funk, H. E. Robinson: 5.7. Daisies and sunflowers: Family Asteraceae., S. 102–104 In: G. Krupnick, W. J. Kress: Plant conservation: A natural history approach, University of Chicago Press, 2005.

## Ergänzende Literatur für die Tribus im neuen Umfang
- Anthony E. Orchard: A revision of the Australian endemic genus Pentalepis (Asteraceae: Ecliptinae). In: Nuytsia, Volume 22, 2012, S. 371–392.
- Anthony E. Orchard: The Australian species of Blainvillea Cass. (Asteraceae: Ecliptinae). In: Austrobaileya, Volume 8, Issue 4, 2012, S. 653–669.
- Bruce G. Baldwin, Heliantheae alliance., S. 689–711. In: Vicki A. Funk, A. Susanna, Tod F. Stuessy, R. J. Bayer (Hrsg.) Systematics evolution and biogeography of Compositae. International Association for Plant Taxonomy, Vienna, 2009.
- M. Alves, N. Roque: Flora da Bahia: Asteraceae – Tribo Heliantheae. In: Sitientibus, Série Ciências Biológicas, Band 16, 2016, S. 1–63.
- Arun K. Pandey, Tod F. Stuessy, Roshni R. Mathur: Phytomelanin and Systematics of the Heliantheae Alliance (Compositae). In: Plant Diversity and Evolution Volume, Volume 131, Issue 3, 2014, S. 145–165. doi:10.1127/1869-6155/2014/0131-0077
- António Pereira Coutinho, Mariana Valente, Rita FrançaNatacha Catarina Perpétuo, Myriam Kanoun-Boulé, Márcia Gouveia, Margarida Soares, Joana Borges, Lara Currais: A contribution to the knowledge of the exine, with special reference to the ultrastructure, in subtribe Ecliptinae (Heliantheae, Asteraceae). In: Plant Systematics and Evolution, Volume 302, Issue 9, November 2016, S. 1207–1216. doi:10.1007/s00606-016-1326-2
- Maria Alves, Nádia Roque: A new synonym in Pantropical Aspilia (Ecliptinae, Heliantheae, Asteraceae). In: Phytotaxa, Volume 375, Issue 4, 14. November 2018, S. 297–300. doi:10.11646/phytotaxa.375.4.6